# 彩福邨
彩福邨（英語：Choi Fook Estate）、項目名稱為彩雲道3B區（英語：Choi Wan Road Site 3B），是香港房屋委員會轄下一個公共屋邨，位於香港九龍觀塘區平山、毗鄰彩霞邨、彩盈邨及彩德邨。
屋邨由房屋署總建築師（2）何樂素芬及總建築師（3）作整體設計、以及第一及二期的詳細設計工作；而第三期的彩和樓、彩福邨街市及彩榮路體育館則由李景勳、雷煥庭建築師有限公司（ALKF+）作詳細設計。屋邨由房屋署負責租約管理，現時由卓安物業管理有限公司提供外判物業管理服務。

## 簡介
第一期的樓宇包括了彩喜樓、彩樂樓、彩善樓3座樓宇，於2010年7月30日開始為居民正式辦理入伙手續，並正式開始入伙，屋邨內設有一間長者地區中心，隨第一期入伙而啟用；而第二期的彩歡樓亦於2011年7月4日入伙。
全邨現有5座樓高37至42層的住宅樓宇，如未計彩福邨第三期的彩和樓，彩福邨在彩和樓入伙之前共提供3446個單位供8600人居住。
第三期於2017年開始興建。項目設有三層高的底層平台，內設體育館及濕貨街市，以及在平台上興建37層住宅樓宇彩和樓，提供950單位、約2900人口居住；2015年12月，房委會計劃向城規會申請放寬有關地段的高度限制由海拔170米放寬至190米，將單位數目增加至1110個，已於2020年底落成、預計約4160人口居住，並於2021年3月22日入伙。

## 屋邨資料

### 樓宇
| 所屬發展區域    | 樓宇名稱（座號） | 樓宇類型                    | 落成年份 | 層數 | 每層伙數                   | 每座單位總數（伙） | 建築師                                      | 承建商   | 提供升降機的廠商 | 期數 |
| --------------- | ---------------- | --------------------------- | -------- | ---- | -------------------------- | ------------------ | ------------------------------------------- | -------- | ---------------- | ---- |
| 彩雲道3B區第1期 | 彩樂樓（第9座）  | 非標準設計大廈 （十字型）   | 2010年   | 40   | 20                         | 800                | 房屋署總建築師（2）何樂素芬、 總建築師（3） | 有利建築 | 通力             | 1    |
| 彩雲道3B區第1期 | 彩善樓（第10座） | 非標準設計大廈 （十字型）   | 2010年   | 40   | 20                         | 800                | 房屋署總建築師（2）何樂素芬、 總建築師（3） | 有利建築 | 通力             | 1    |
| 彩雲道3B區第1期 | 彩喜樓（第11座） | 非標準設計大廈 （十字長型） | 2010年   | 40   | 24                         | 960                | 房屋署總建築師（2）何樂素芬、 總建築師（3） | 有利建築 | 通力             | 1    |
| 彩雲道3B區第2期 | 彩歡樓（第12座） | 非標準設計大廈 （十字長型） | 2011年   | 40   | 24（1-32樓） 20（33-40樓） | 928                | 房屋署總建築師（2）何樂素芬、 總建築師（3） | 新昌營造 | 日立             | 2    |
| 彩雲道3B區第3期 | 彩和樓（第13座） | 非標準設計大廈 （U字型）    | 2021年   | 40   | 30（4-40樓）               | 1110               | 李景勳、雷煥庭建築師有限公司（ALKF+）       | 保華建業 | 蒂森克虜伯       | 3    |

彩喜樓的主大堂出入口位於1樓，同時1樓亦有住宅單位，變相1樓住戶（及其訪客）無須乘搭升降機或行樓梯便方便地經同樓層的主大堂出入口進出入大廈；1樓住戶如欲經地下高層（UG）或地下低層（LG）出入大廈，可任意選搭任何6部升降機便可往來地下高低層及1樓，而地下低層（LG）出入口更鄰近行人天橋及升降機往來山下的彩霞道，彩霞邨以至淘大及佐敦谷一帶，非常方便。
彩和樓4樓至40樓為住宅樓層，主大堂出入口則位於地面，而平臺出入口則位於3樓，大廈有AB兩座之分及不同的大堂出入口，兩座升降機數目亦有不同；一座有3台，1台往大廈所有樓層，但一般情形下1及2樓被鎖上，升降機不會到達，變相升降機實際上停層是地下、3樓至40樓；而其餘兩台之中，一台是低層升降機，停層是地下、3樓至22樓，另一台則是高層升降機，停層是地下、3樓、23至40樓；另一座則有4台，高低層各有兩台，低層升降機停層是地下、3樓至22樓，而高層升降機停層則是地下、3樓、23至40樓。

### 邨內及社區設施

#### 商業設施
彩福邨不設商場，只有一間便利店。居民如需購物消費用饍，需到鄰近的彩德商場、彩盈坊或山下的購物商場（如得寶商場、淘大商場等）。為滿足居民需要，在興建第三期公營房屋時，特地在基座建設設42個檔位的街市，名為彩福邨街市。

#### 停車場
一座5層高停車場，提供2個傷殘人士車位、128個私家車停車位（包括11個電動車車位）、15個輕型貨車停車位及55個電單車停車位。

#### 自助郵件／貨物提取櫃
位於彩喜樓1樓互助委員會旁邊設有一個由香港郵政提供服務的自助郵件/貨物提取櫃「智郵站」。

#### 公園
設兩個康文署的公園，包括：
- 彩禧路公園
  - 鄰近彩福邨的彩禧路公園耗資約7000萬元建成，佔地1.36公頃，公園與彩福邨「無縫接合」，以連綿的草坡將兩者融為一體。園內有12米闊的水務及渠務專用區，因而鋪設面積達4000千平方米的草地。全長660米的步行徑沿草地而建，由一系列斜道、階段與鋼製天橋組成。現時公園整體的綠化率達55%，能有效降低溫度和改善景觀。
- 彩榮路公園
  - 以岩石為主題的公園，設有兒童遊樂場、卵石路、涼亭、長者健體園地、岩石展示區、太極園等。入口在彩榮路盡頭，彩歡樓對開。

#### 室內體育館
為配合彩福邨第三期公營房屋發展及在區內其他的公營房屋發展的人口增長所帶來對體育設施的需求，將建造一間體育館：
- 彩榮路體育館，提供一個多用途主場館，設有500個固定座位觀眾席，兩個籃球場、兩個排球場或八個羽毛球場；一條室內緩跑徑；兩個可合併為一個大活動室的多用途活動室；一個乒乓球室；一個健身室；一個兒童遊戲室；以及附屬設施，包括育嬰間、急救室、洗手間及更衣室、員工休息室、管理處及控制室、接待處、訂場處、會議室、儲物室、停車位及上落客貨區等[13]。彩福街市內有菜鳥快遞站、理髮店和五金鋪。

#### 長者地區中心
- 香港基督教服務處樂暉長者地區中心 （页面存档备份，存于）（位於彩樂樓地下）

## 歷史簡介
屋邨未興建前，所在的位置為一座高度約有15層樓的山；山上原有一寮屋區名為金谷村，已於1996年至1997年期間清拆。

### 原有規劃
彩福邨原本為居屋屋苑，並打算興建8幢1999年版本新十字型大廈，後來因「孫九招」而改作公屋。

### 最初命名
屋邨於興建初期有意命名為彩怡邨，第1期為第9至11座、第2期為第12座，當中現今的彩喜樓前稱「雍怡樓」。

### 興建及對鄰近居民之影響
於2001年起，該山頭以一連串爆石鑽山等方式平整山頭。當時爆石工程進行時的噪音和震撼力，令附近一帶居民受到很大的滋擾，當中彩霞邨有多個單位更因爆石工程產生的巨大震盪引致天花石屎剝落、天花或牆身有裂痕及地磚爆裂；爆石鑽山其間更發生多宗爆石傷人意外。不過爆石工程在2007年還是順利竣工。

## 屋邨設計
彩福邨前身是石礦場，所以設計主題是跟礦場歷史有關的，例如在電梯塔上有「石山重重見綠蔭，彩雲片片現藍天」的對聯，點出石山與環保建築的關係。
政府近年推廣環保，在彩福邨使用環保元素，如在邨內設有太陽能發電燈（9枝）、風力發電燈（1枝）、並採用綠色樓身、自然通風、採光等環保設計，也在邨內種植大量樹木，配合環境綠化。樓宇每層的指示牌運用了大量不同植物圖片來裝飾，配合每伙各有不同植物圖片的門牌，每個標準層有超過20多種不同款式，再襯上延伸及轉角的線條以打破從前公屋走廊又長又沉悶的感覺。

### 卓越結構大獎
彩雲道的公共房屋發展項目在香港工程師學會和英國結構工程師學會聯合結構分部舉辦的「卓越結構大獎」中，奪得嘉許獎。
2011年3月28日是彩雲道的公共房屋發展項目最後一期建築工程在當日完成，包括彩盈邨、彩福邨及彩德邨三個屋邨。香港房屋委員會成功把荒廢的石礦場改變為13000個居所，容納超過35000人在這三個屋邨居住。通過周全的規劃設計，為這個公共房屋發展項目營造強烈的社區氣氛。屋邨居民可以在綠意盎然的自然環境中，經過四通八達的行人通道，享用各式各樣的設施和綠化空間。
香港房屋委員會在設計階段進行廣泛的環境研究，確保該項目的整體發展與四周環境協調。此外，他們亦顧及其他主要的設計問題，例如保留伸延至鄰近發展項目的觀景廊和風道。置身在這個發展項目中，天地和樹木等自然景物色彩分明，令三個屋邨與周遭環境融合之餘，又各具特色。總括而言，這項目象徵了房委會的良好公屋建築方針。

### 微氣候
彩福邨是採用微氣候設計的其中一個屋邨。香港房屋委員會於2001年首先在公屋規劃及設計階段採用微氣候研究，自2004年起，規定所有新建公屋都需導入微氣候研究，目前已超過25個公屋設計藉由多項數據化的科學研究，確保其舒適性。透過媒體採訪，公屋居民的反應相當正面，這套方法也逐漸影響私人住宅設計。香港房屋委員會公屋微氣候研究內容包含許多項目，大致涵蓋：
1. 戶外風環境
2. 室內風環境
3. 惡臭排氣
4. 遮陽分析
5. 垂直採光係數分析
6. 眩光分析
7. 太陽輻射熱分析
8. 熱舒適度分析

### 退台式設計
退台式設計不屬非標準設計大廈的型號之一，而是指大廈其中一翼（或多於一翼，例子有彩福邨彩歡樓）由特定樓層起減去末端的單位，外型大多與和諧式大廈的附翼大廈相似，但作退台式設計的部份本身為大廈主體的一部份，並不是與非標準設計大廈相連。
作退台式設計的原因，主要為了增加及扣減「多餘住宅或非住宅部份的面積」、增加或減少「不同型號的單位數目、遷就地盤高度限制、減少受高噪音影響的單位數目」等幾個理由，而盡量將地盤的發展潛力極大化之餘，但又不超出城市規劃條例、建築物條例及消防條例等法定所容許下的發展限制，以達致在有限的地積比率、在有限的建築成本、在有限的地盤面積及在最經濟的樓宇結構下，提高建屋量以紓緩公屋輪候冊的壓力及增加租金收入。
具退台式設計的非標準設計大廈例子有彩福邨彩喜樓，有一翼作退台式設計。非標準設計大廈可以有超過一翼作退台式設計，較為特別的例子有彩福邨彩歡樓及彩德邨彩仁樓，兩座大廈其中左右兩翼均具退台式設計。

## 圖片庫

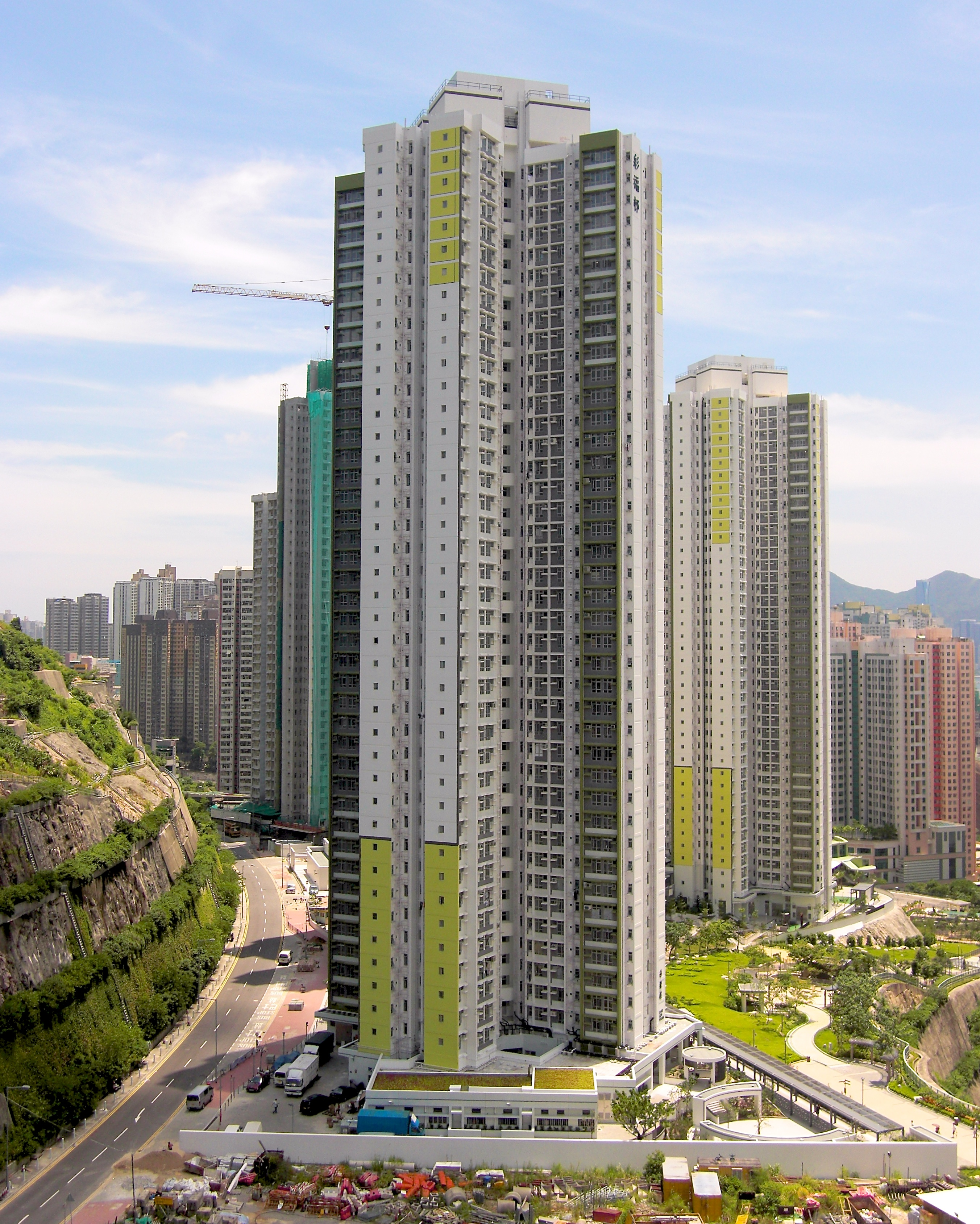
從平山望向已建成的彩福邨（2010年8月）
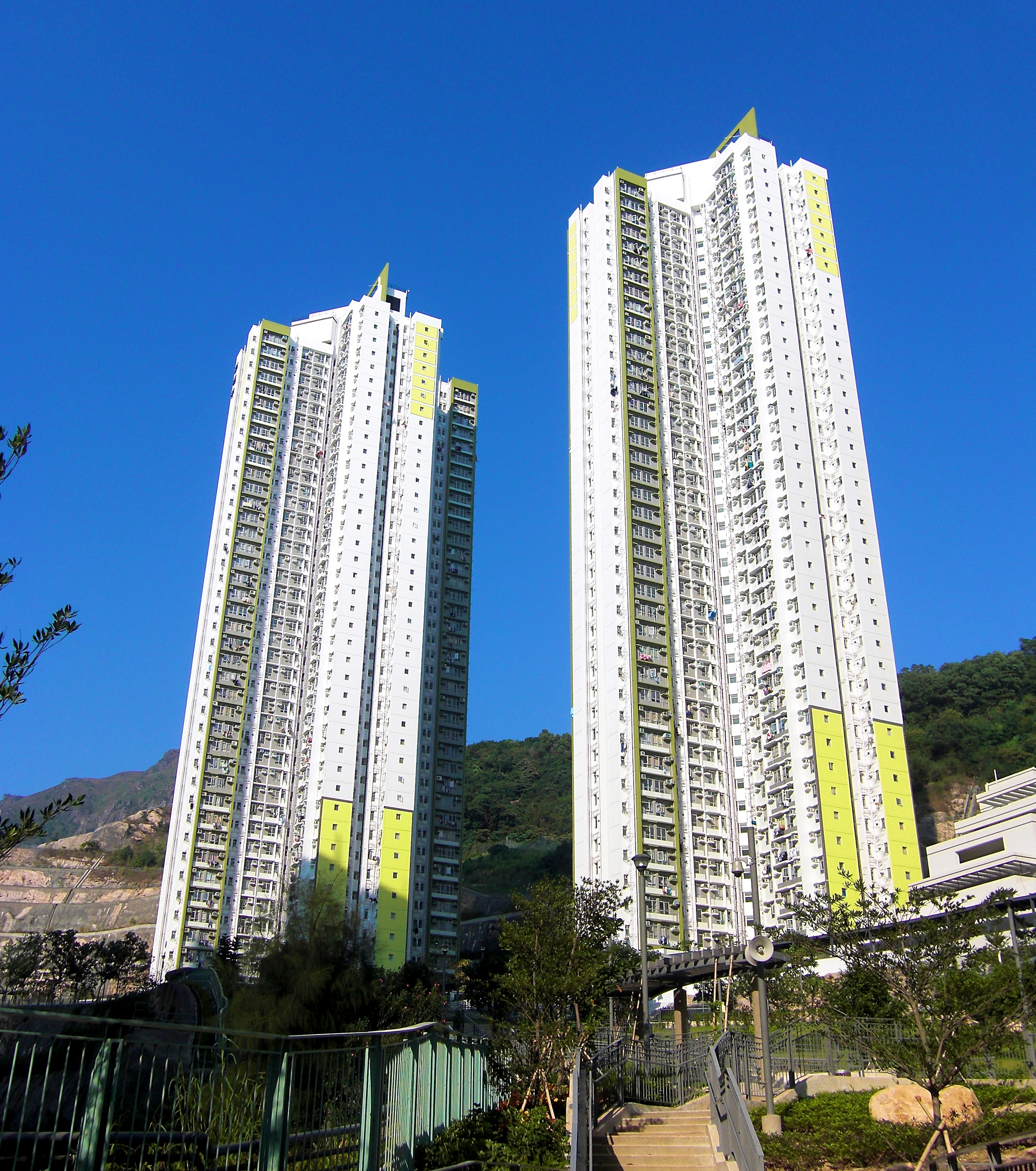
彩樂樓（左）及彩善樓（右）一景 （2010年8月）
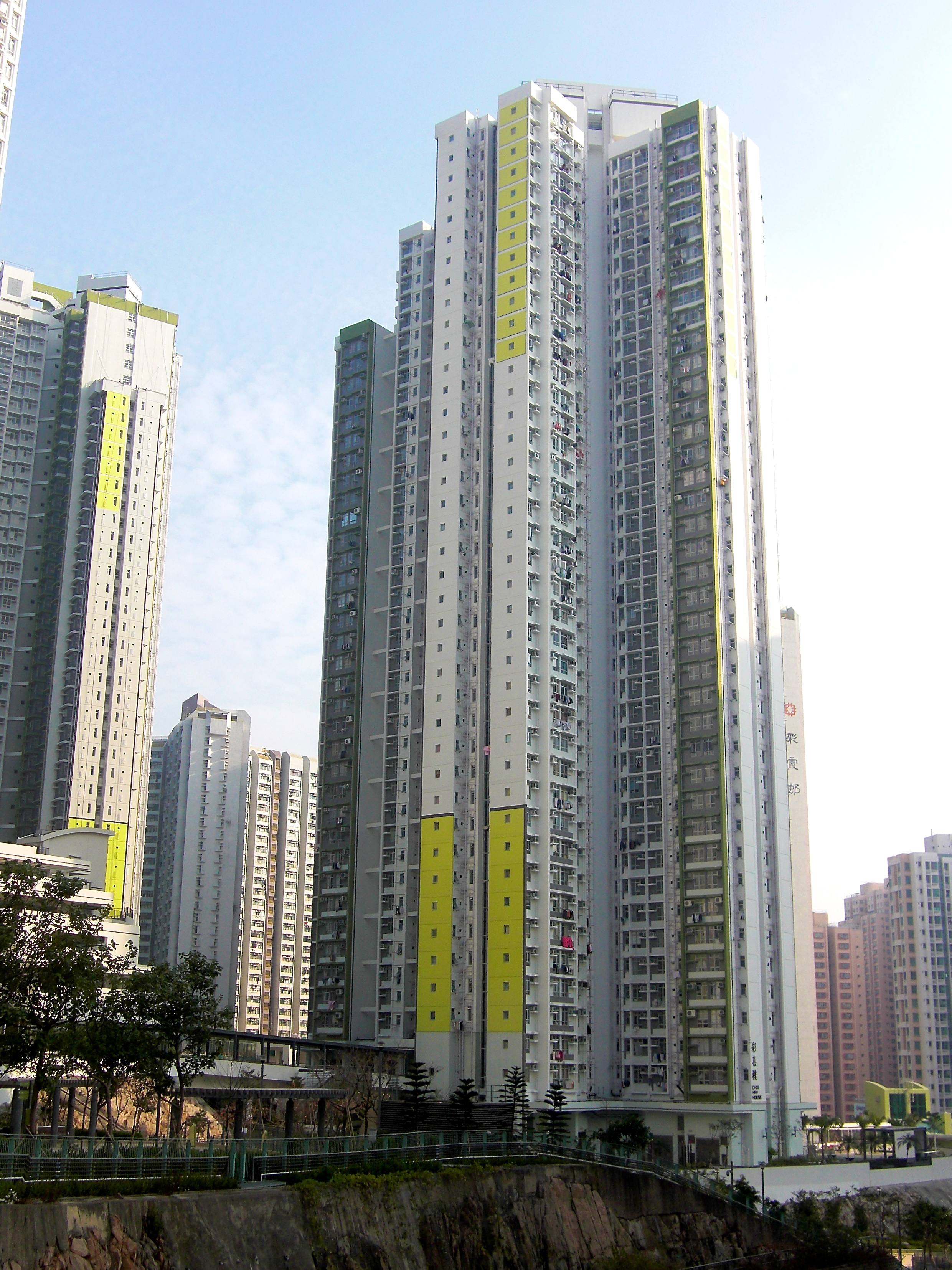
彩喜樓一景 （2011年1月）
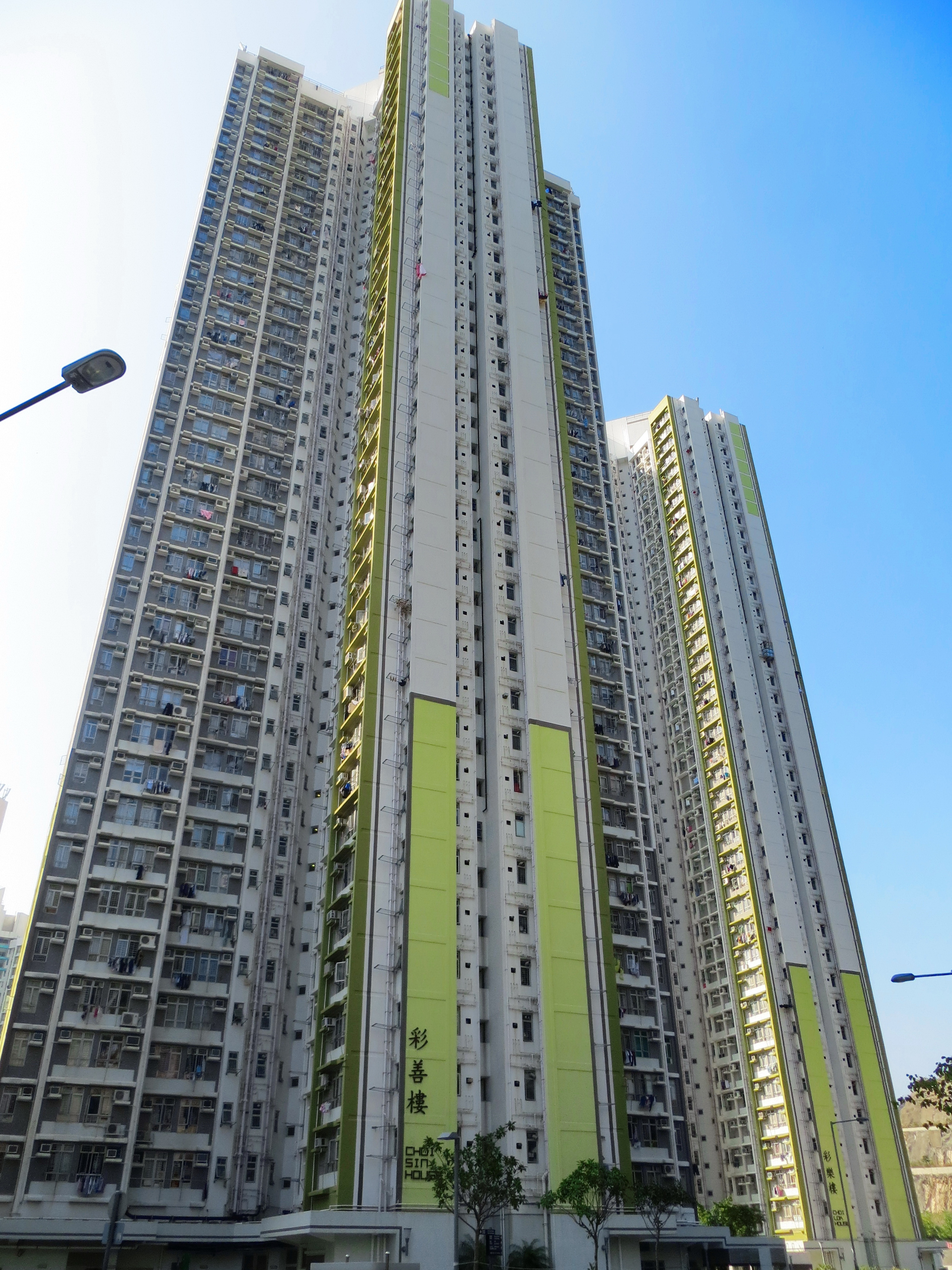
彩善樓
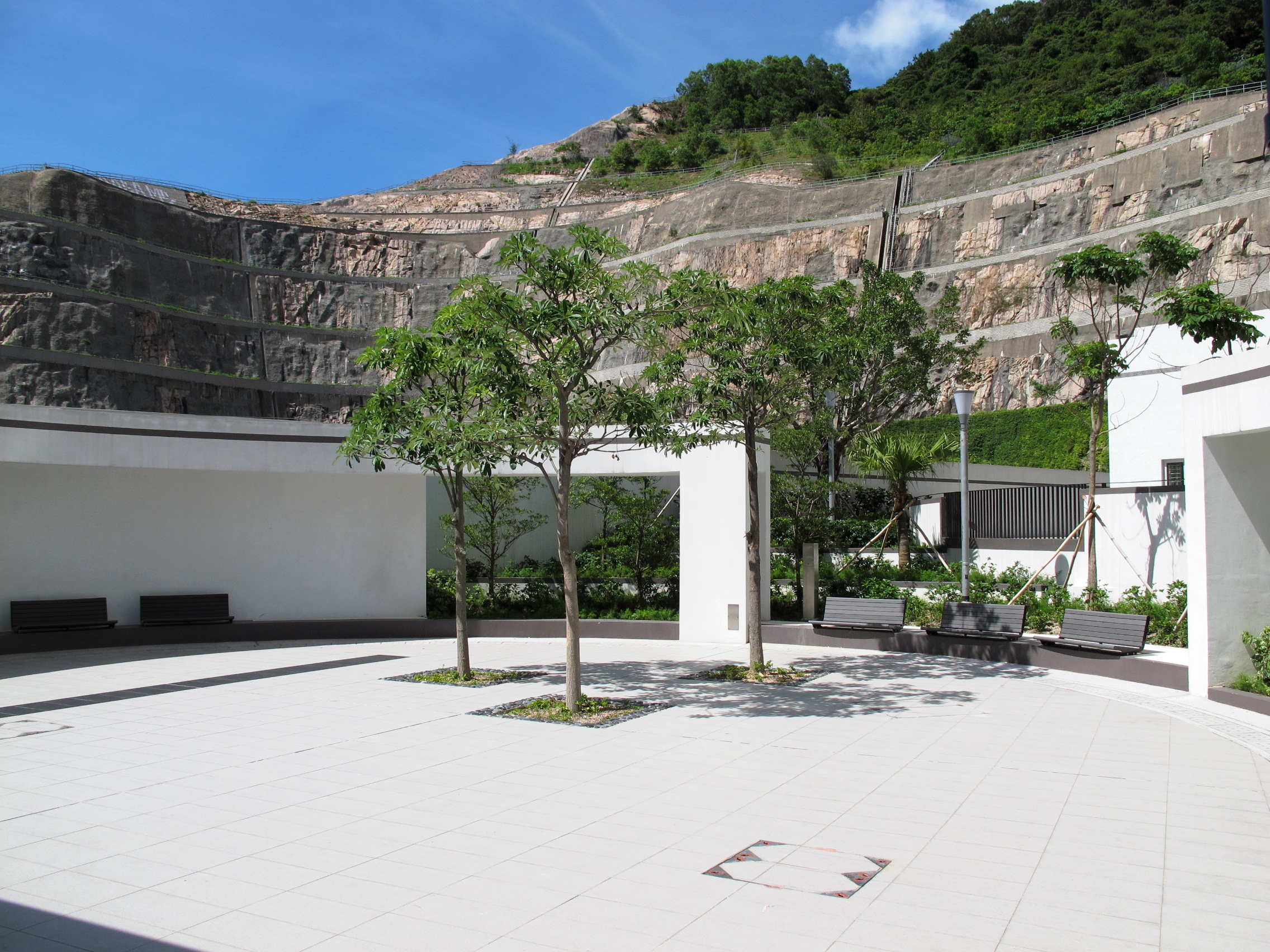
彩福邨入口廣場（2011年6月）
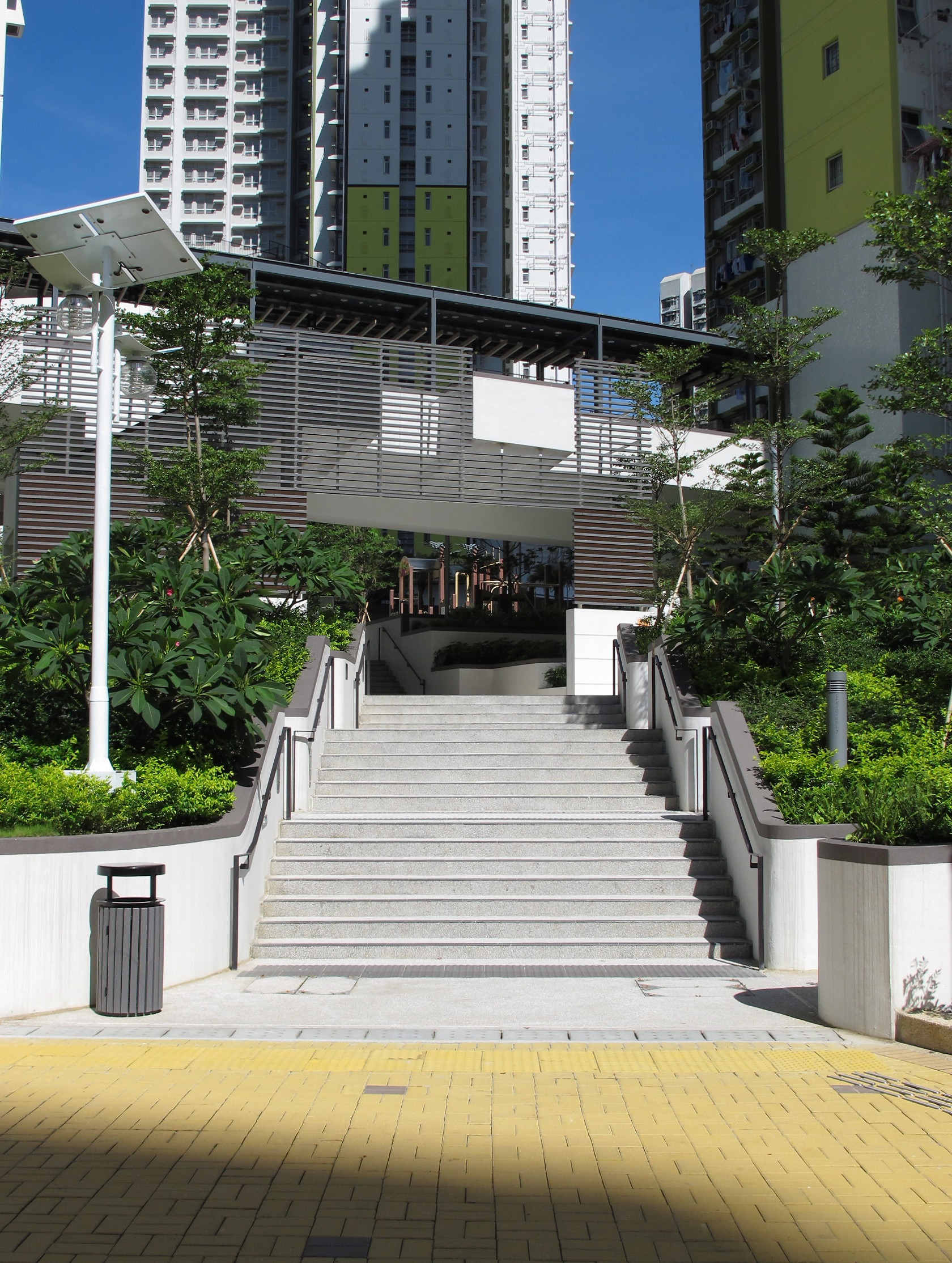
彩福邨採用現代特色的園藝設計（2011年6月）
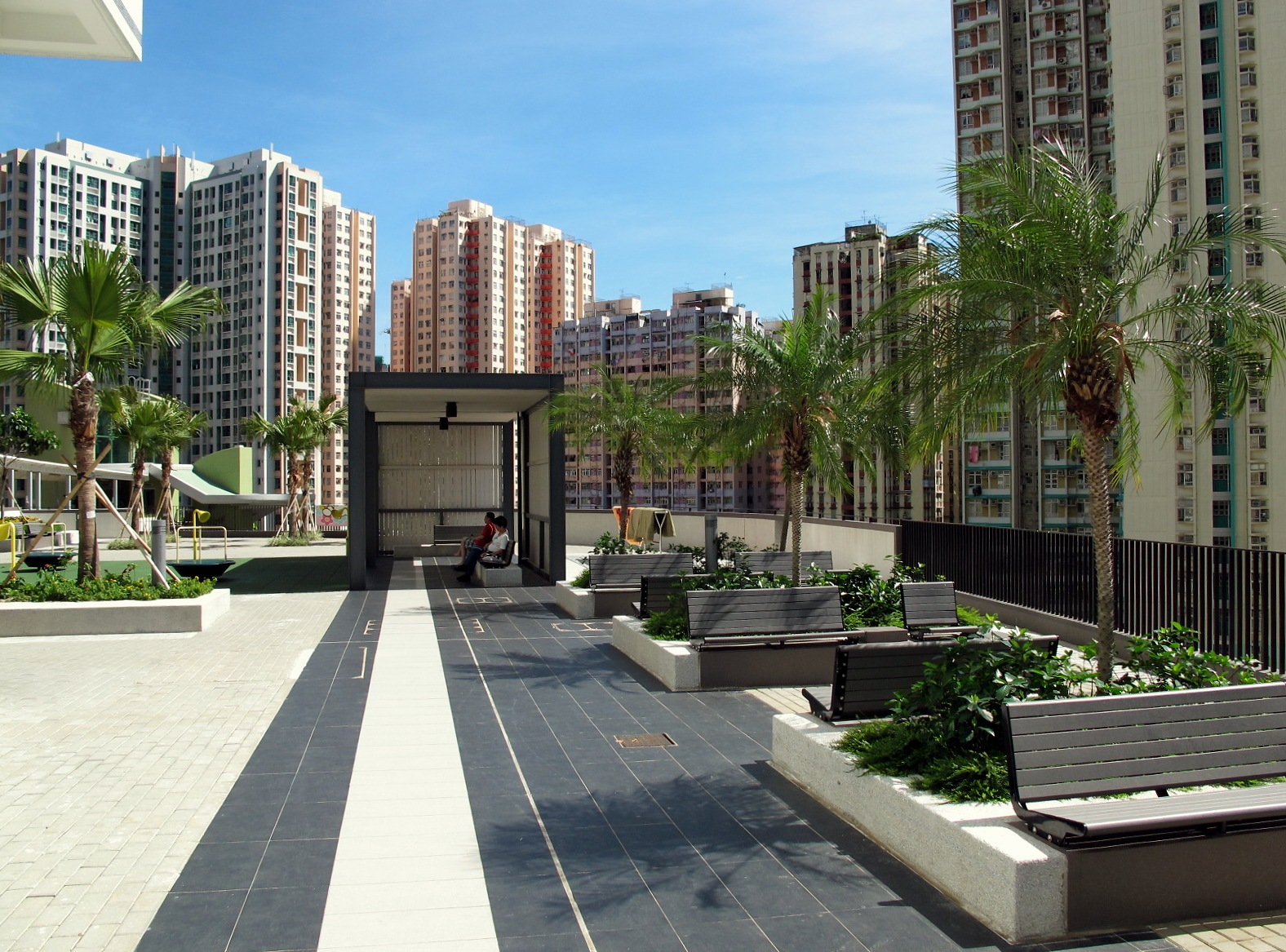
休憩空間（2011年6月）
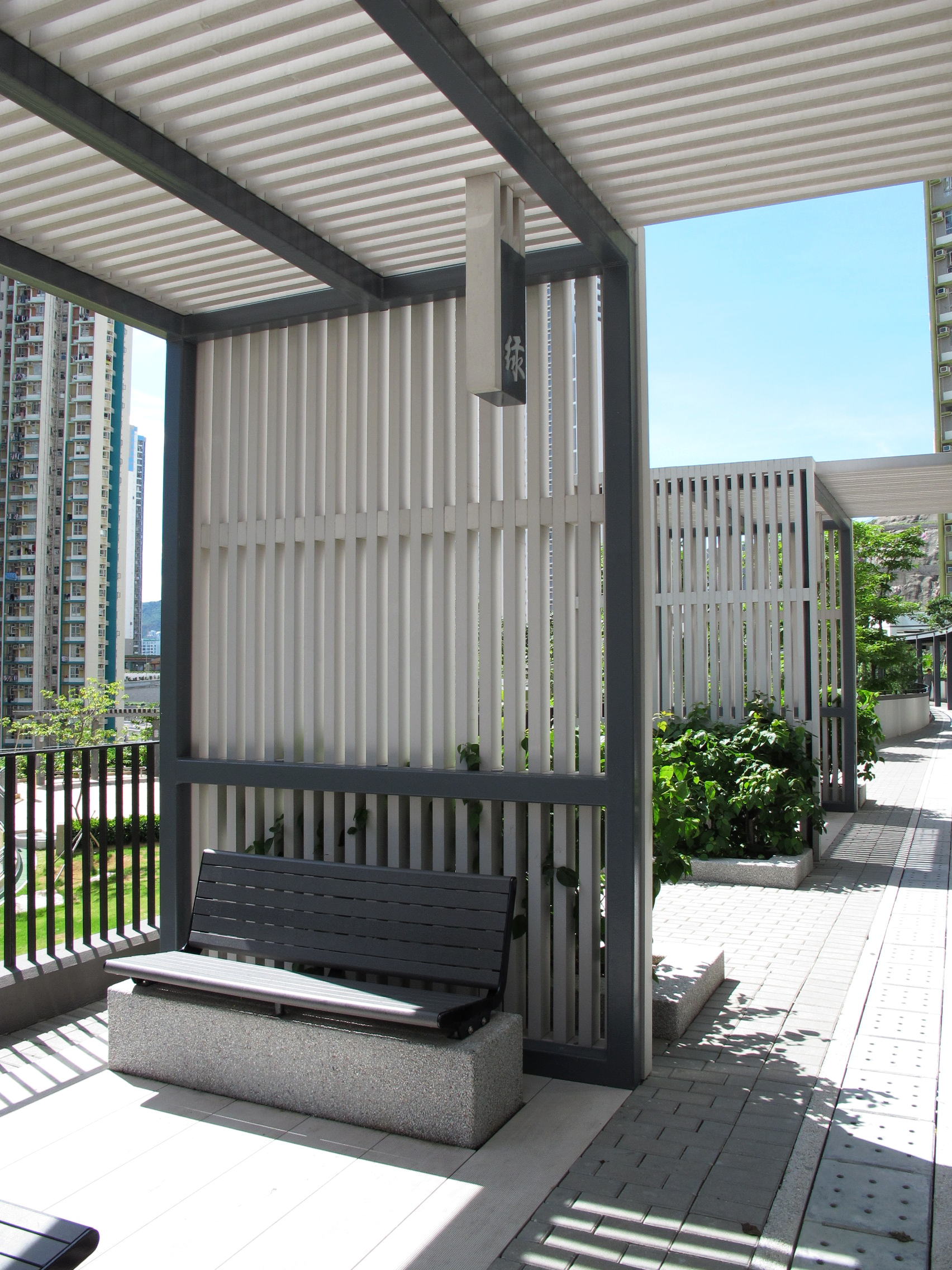
特色涼亭（2011年6月）
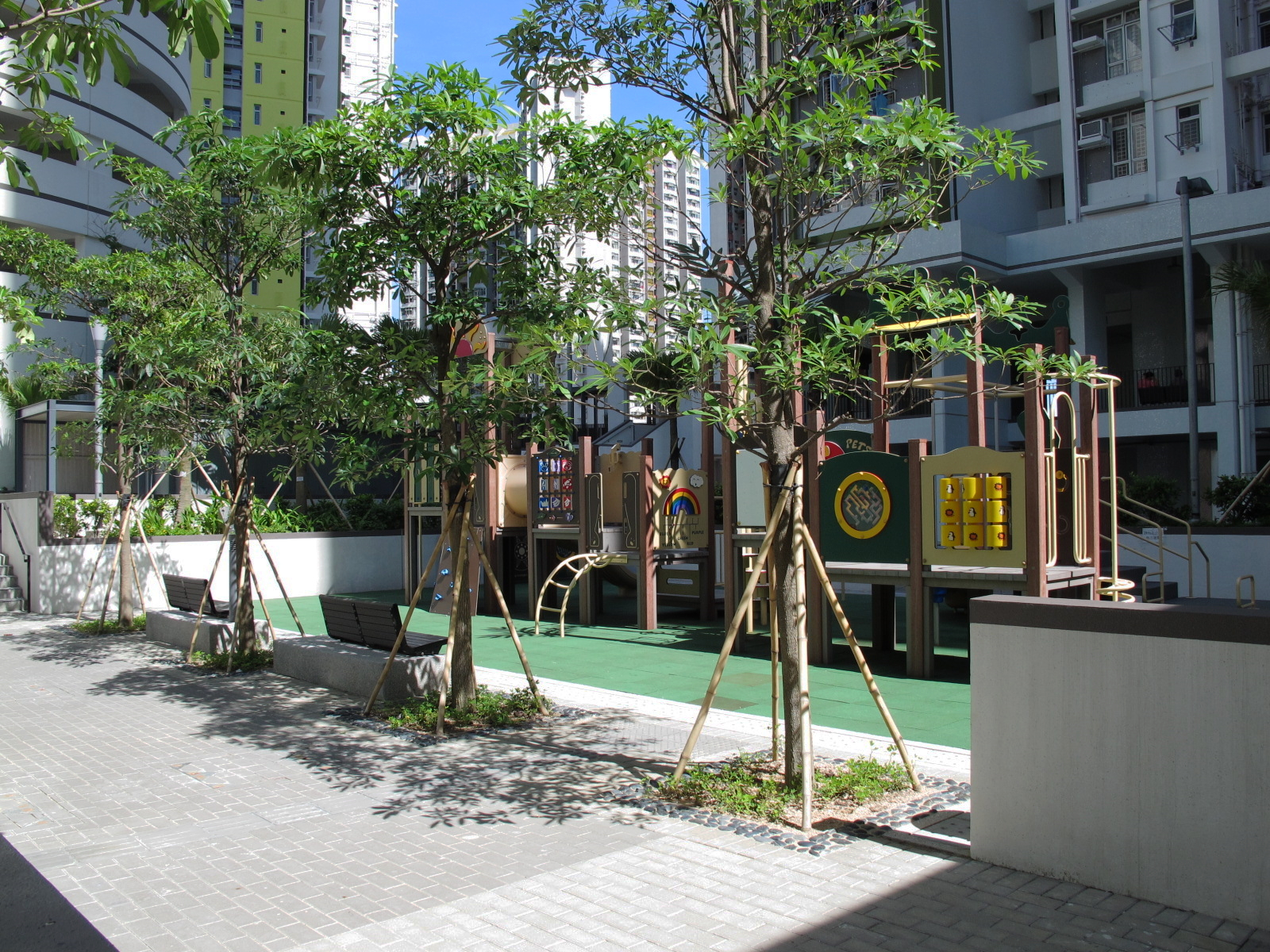
兒童遊樂場
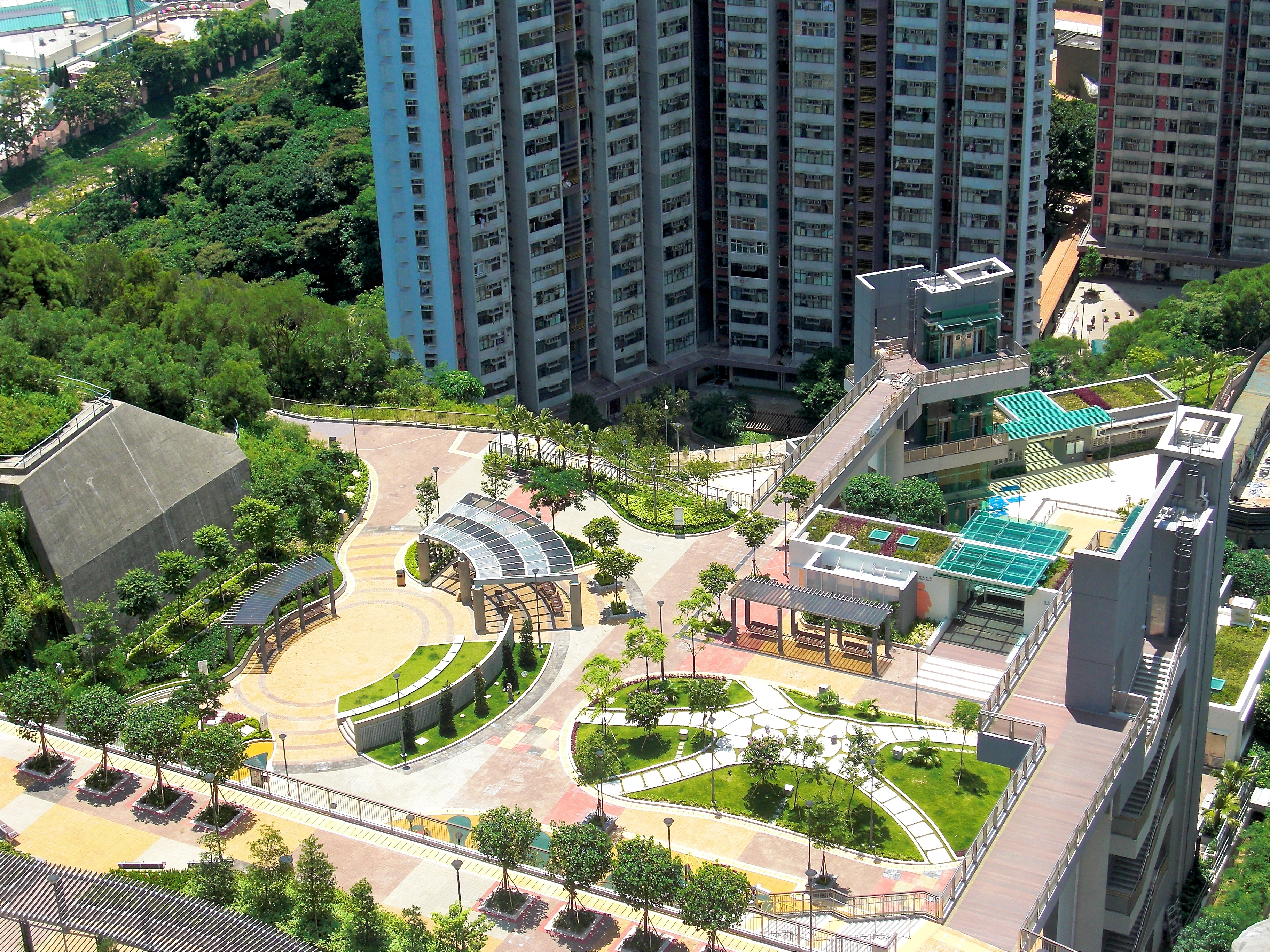
遠觀彩榮路公園第2層（2010年10月）
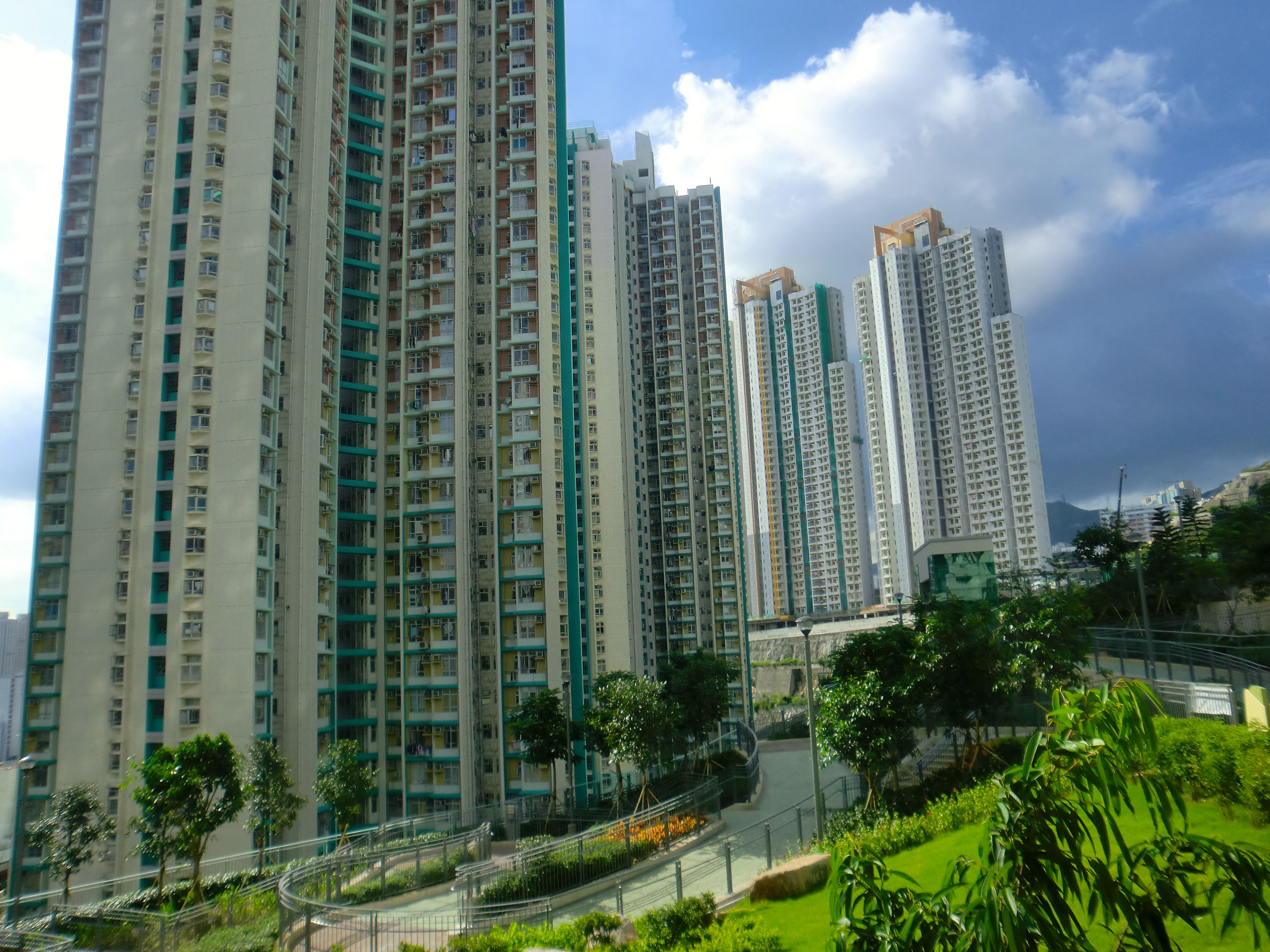
彩禧路公園（2010年8月）
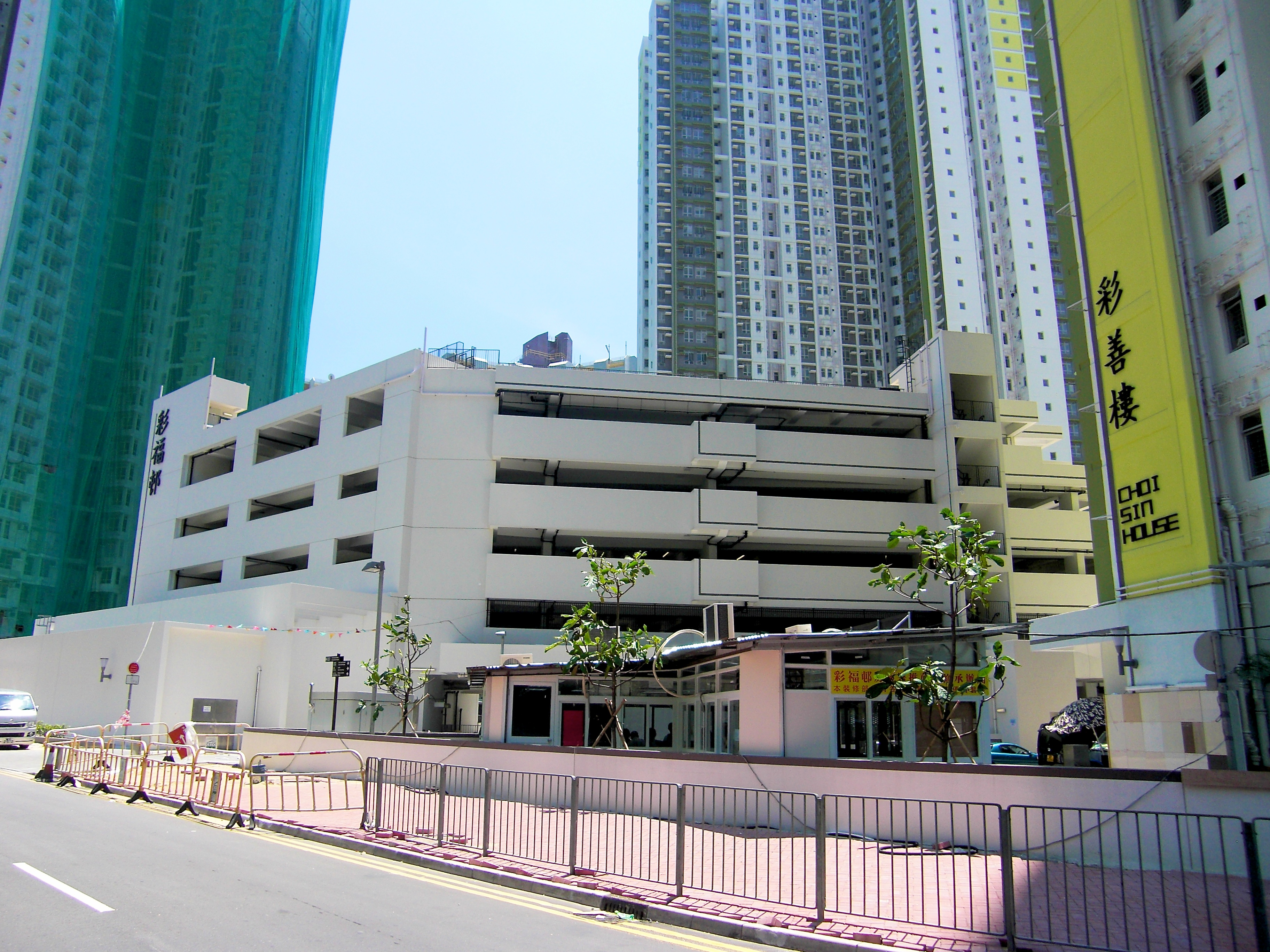
彩福邨停車場（2010年8月）
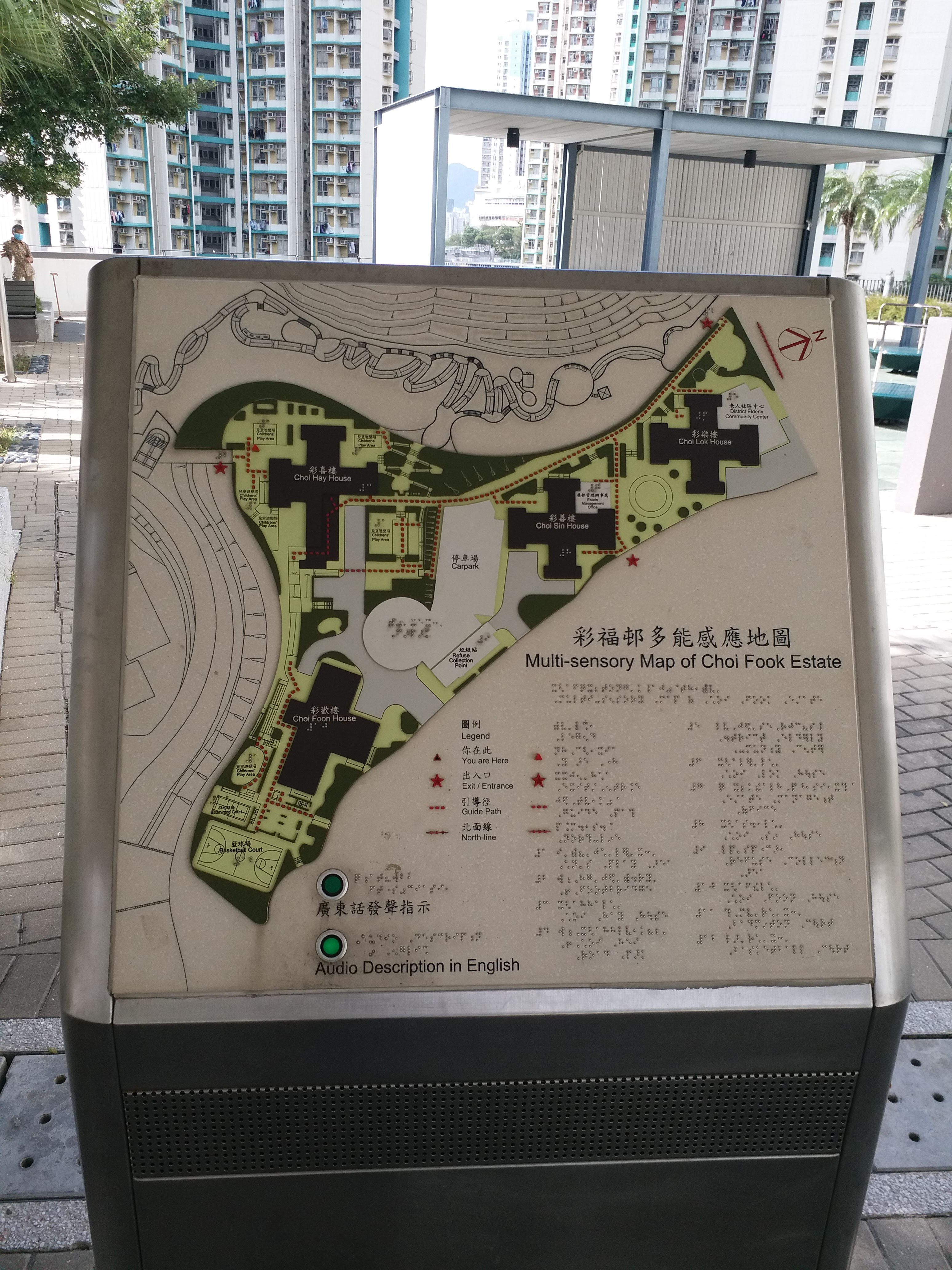
彩福邨多能感應地圖（2020年11月）

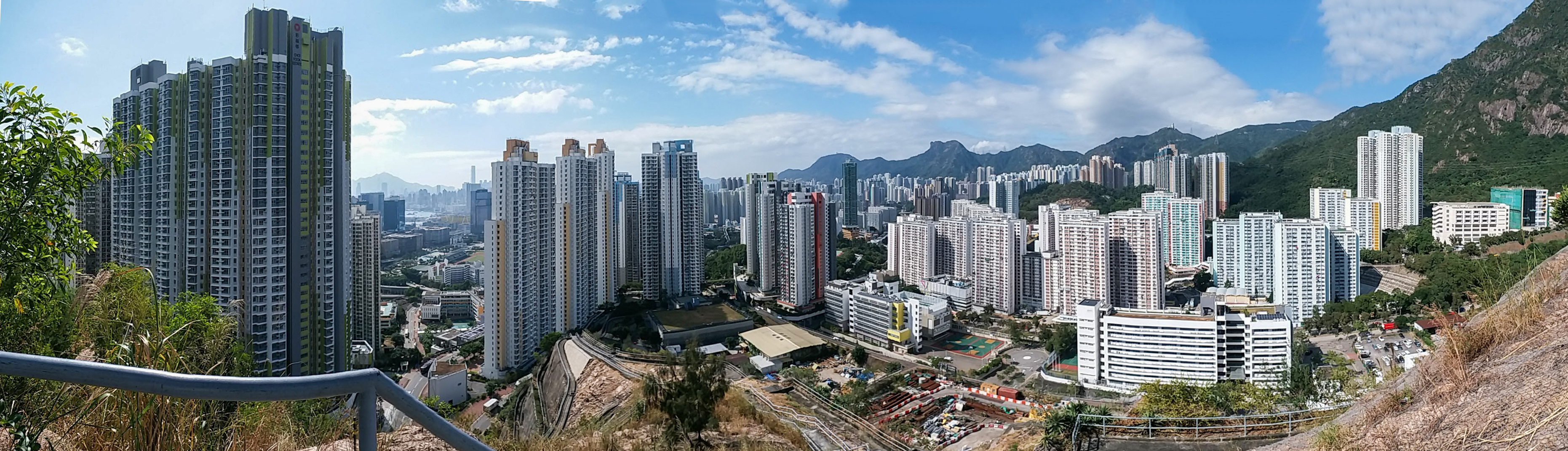
從平山望向彩福邨彩和樓、彩德邨、彩興苑、彩雲邨及彩輝邨（2020年11月）

### 興建期間的圖片庫

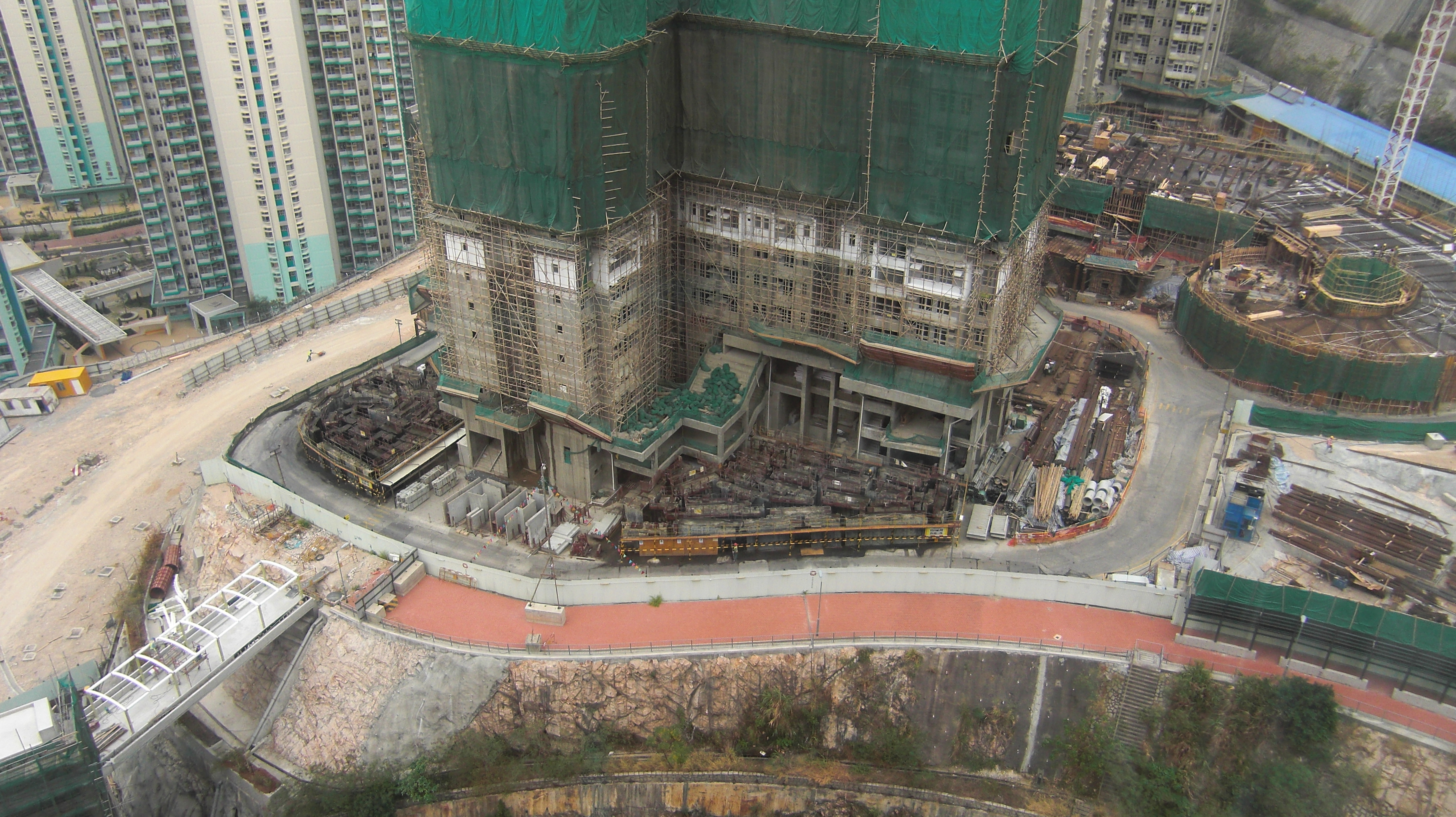
興建中的連接彩禧路至彩福邨的天橋（2008年12月）
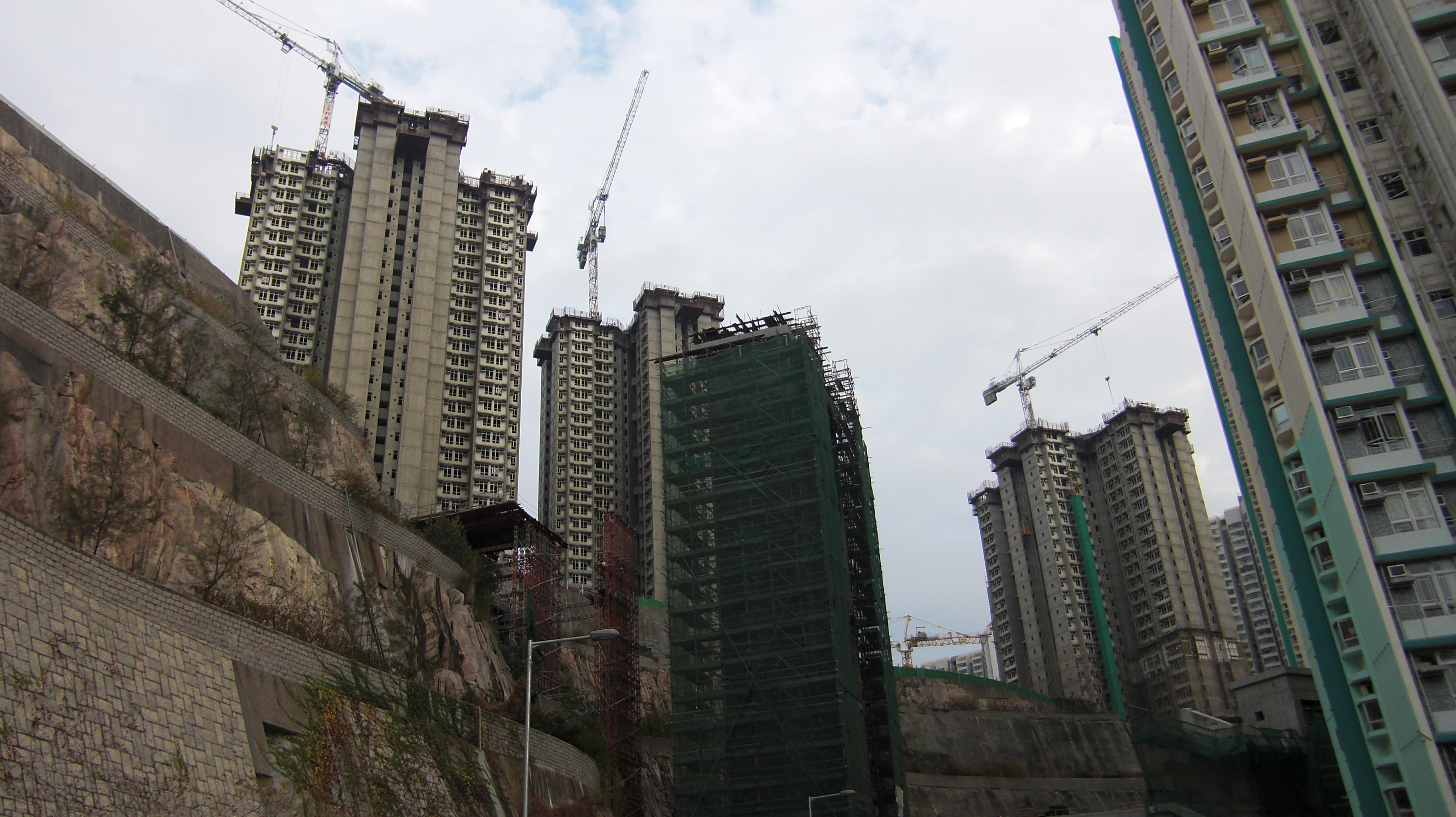
由彩盈邨望向興建中的彩福邨（2008年12月）
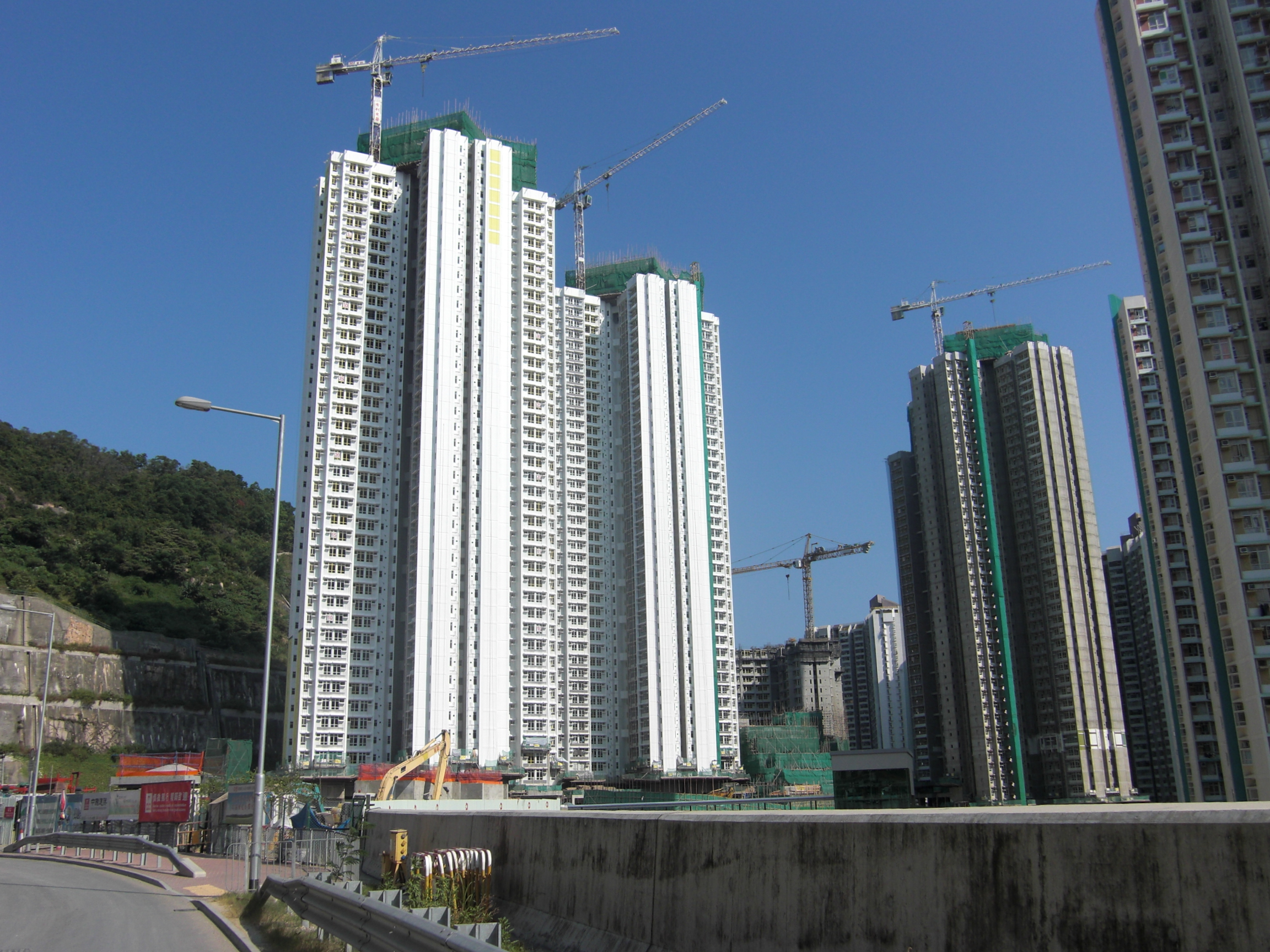
已建成的彩福邨 （2009年9月）
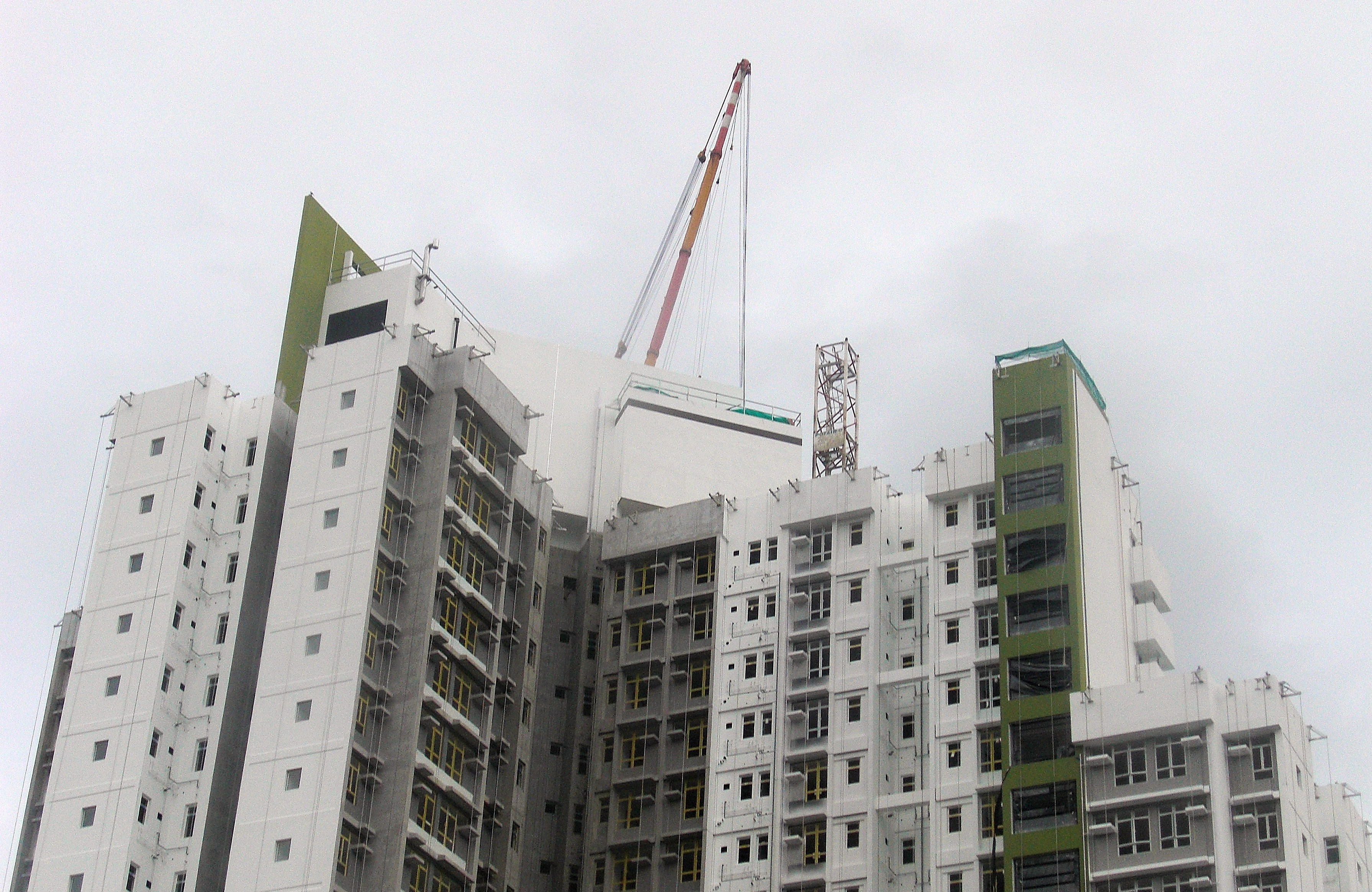
彩福邨（2009年11月）
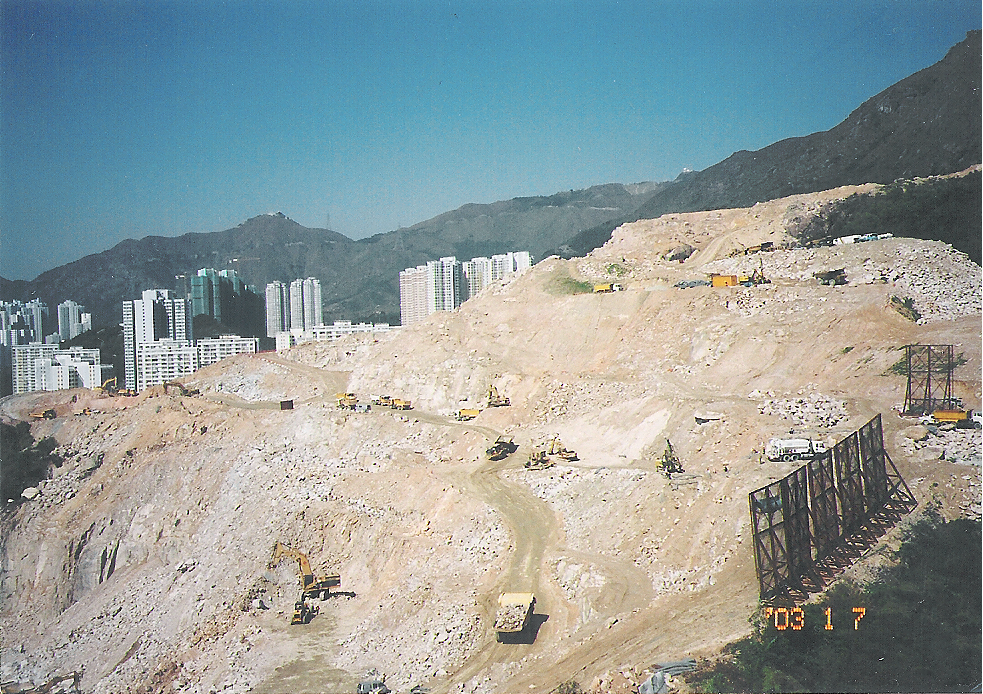
正進行佐敦谷石礦場地盤平整工程的平山地區，圖中正是彩福邨的所在地（2003年1月）

第1期

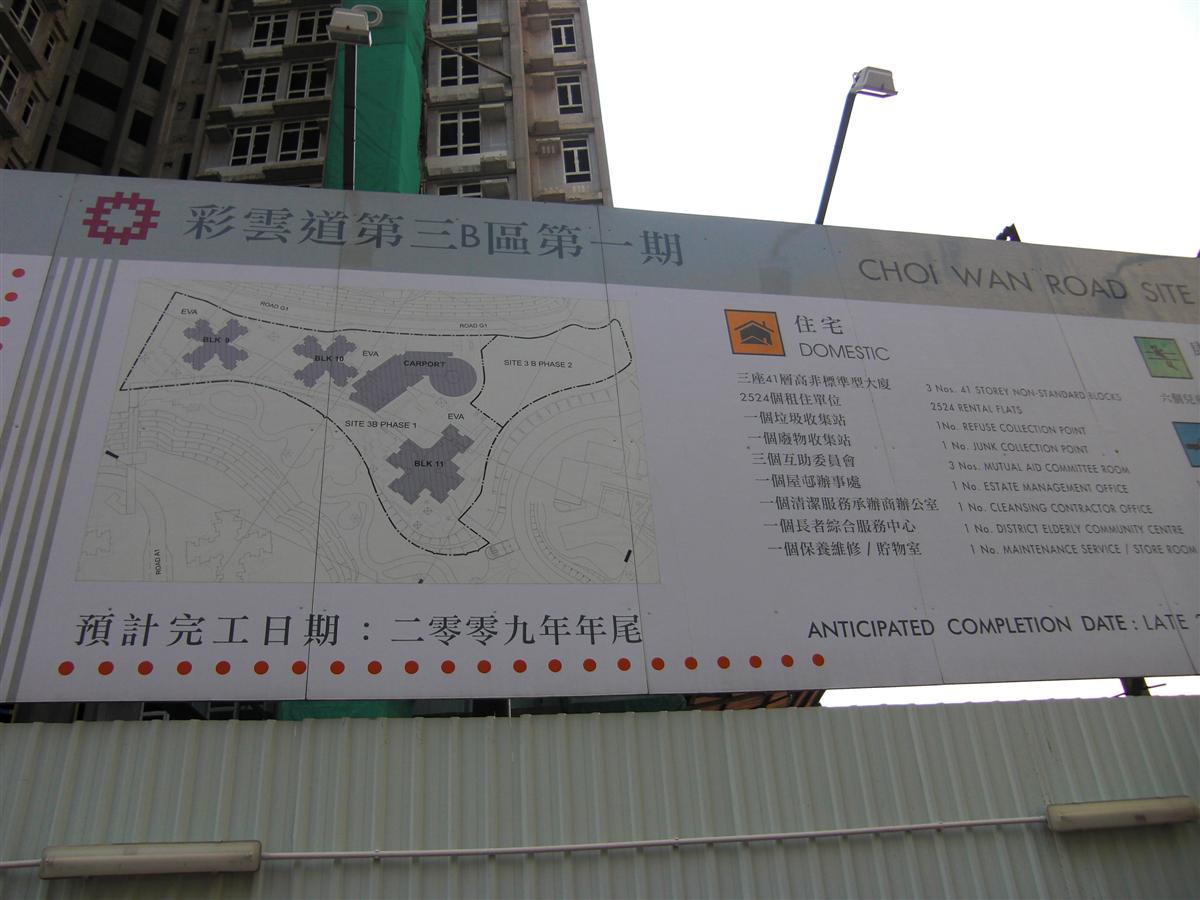
彩雲道3B區第1期地盤資訊欄（一）
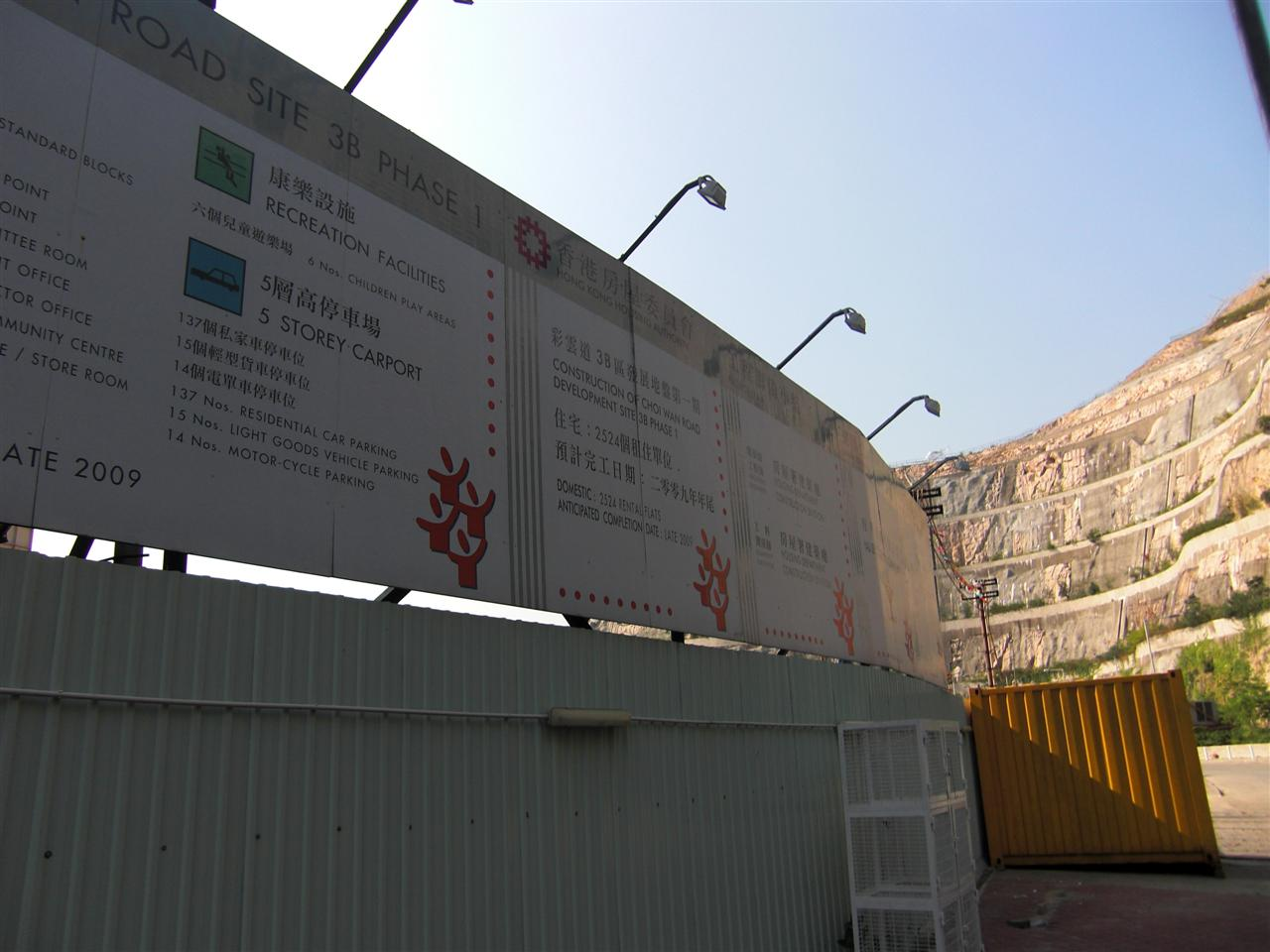
彩雲道3B區第1期地盤資訊欄（二）
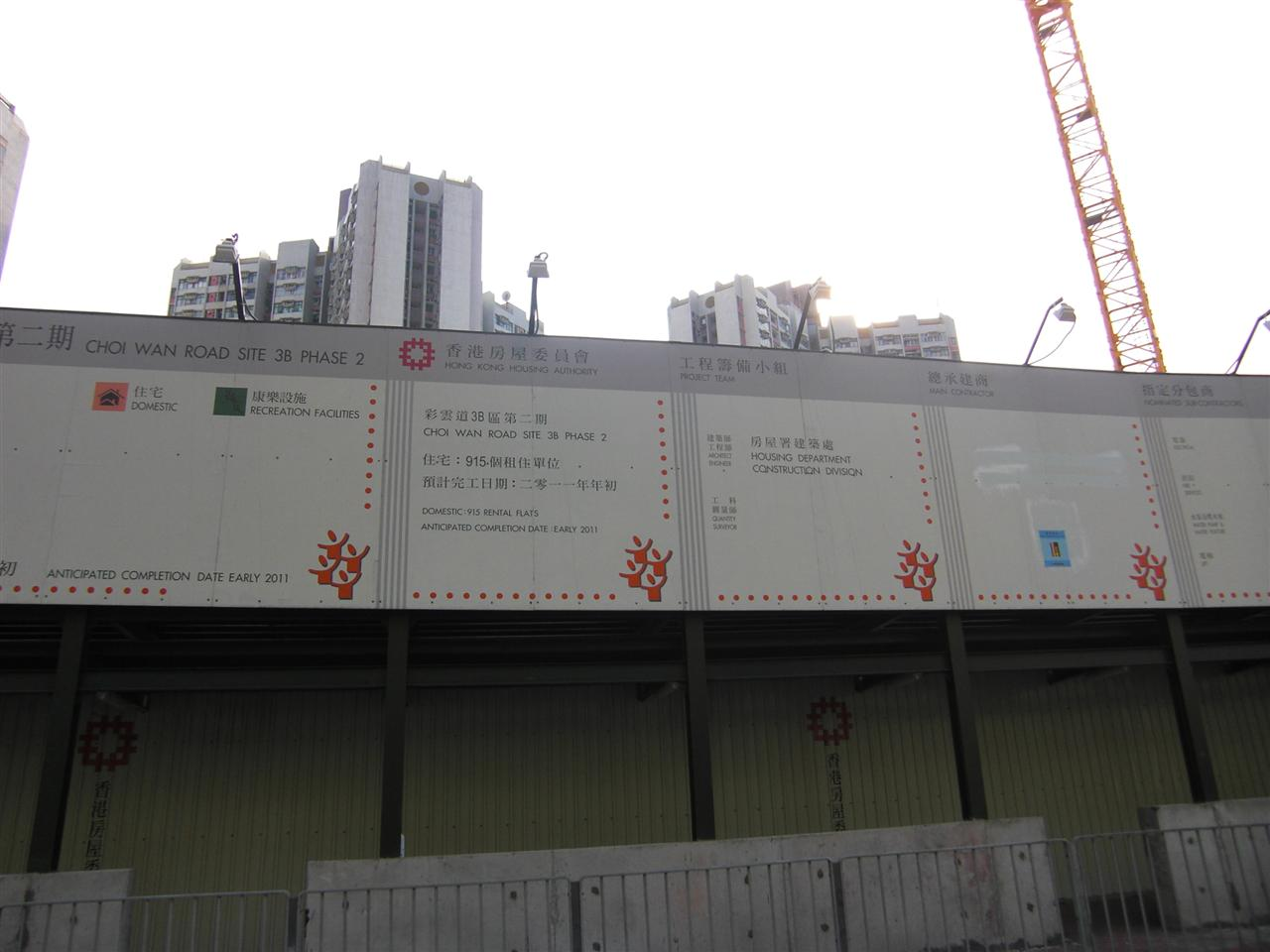
彩雲道3B區第2期地盤資訊欄
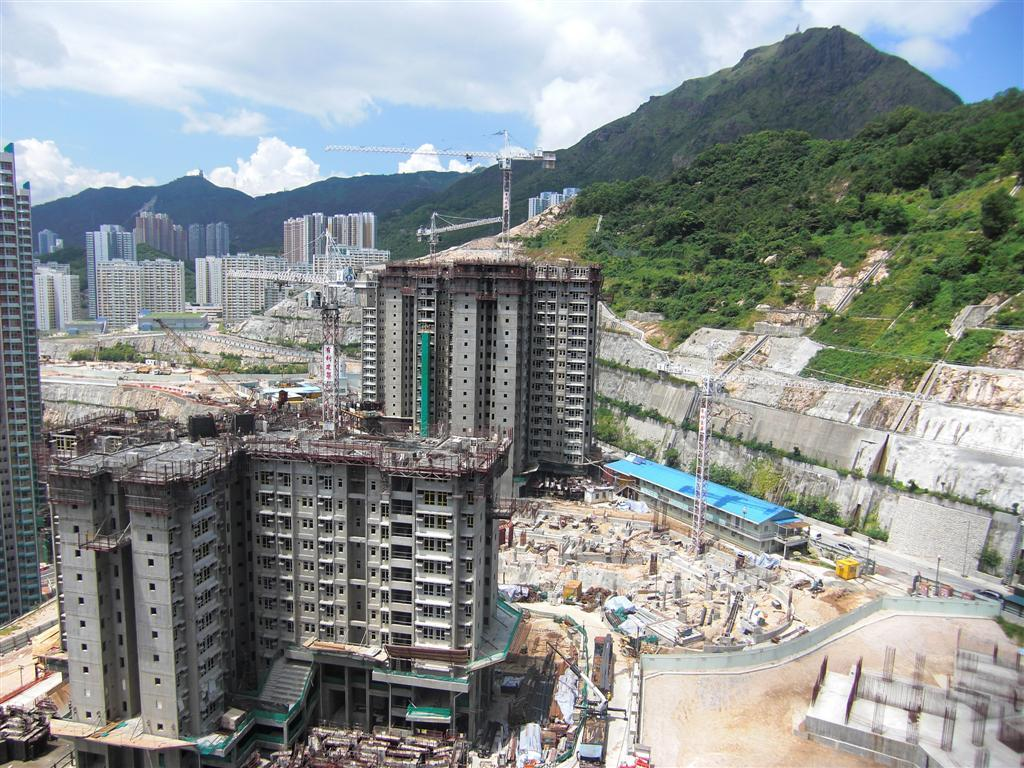
遠眺彩福邨，可見興建中的大樓及停車場（2008年8月）
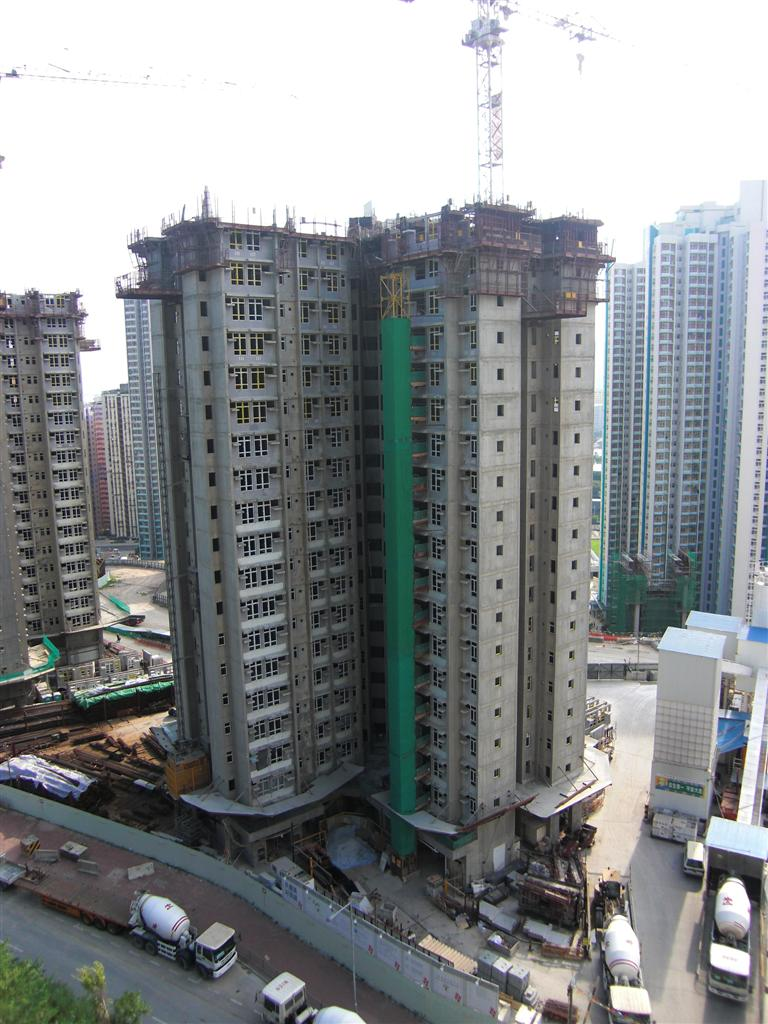
尚待竣工的彩福邨彩樂樓外觀（2008年9月）
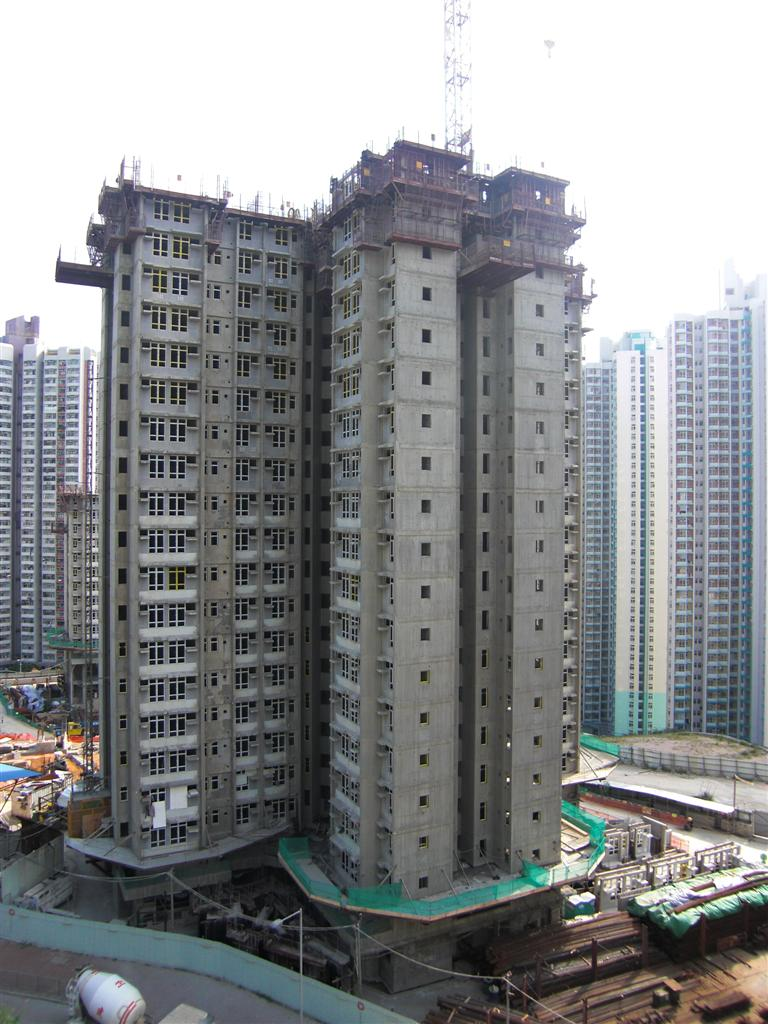
尚待竣工的彩福邨彩善樓外觀（2008年9月）
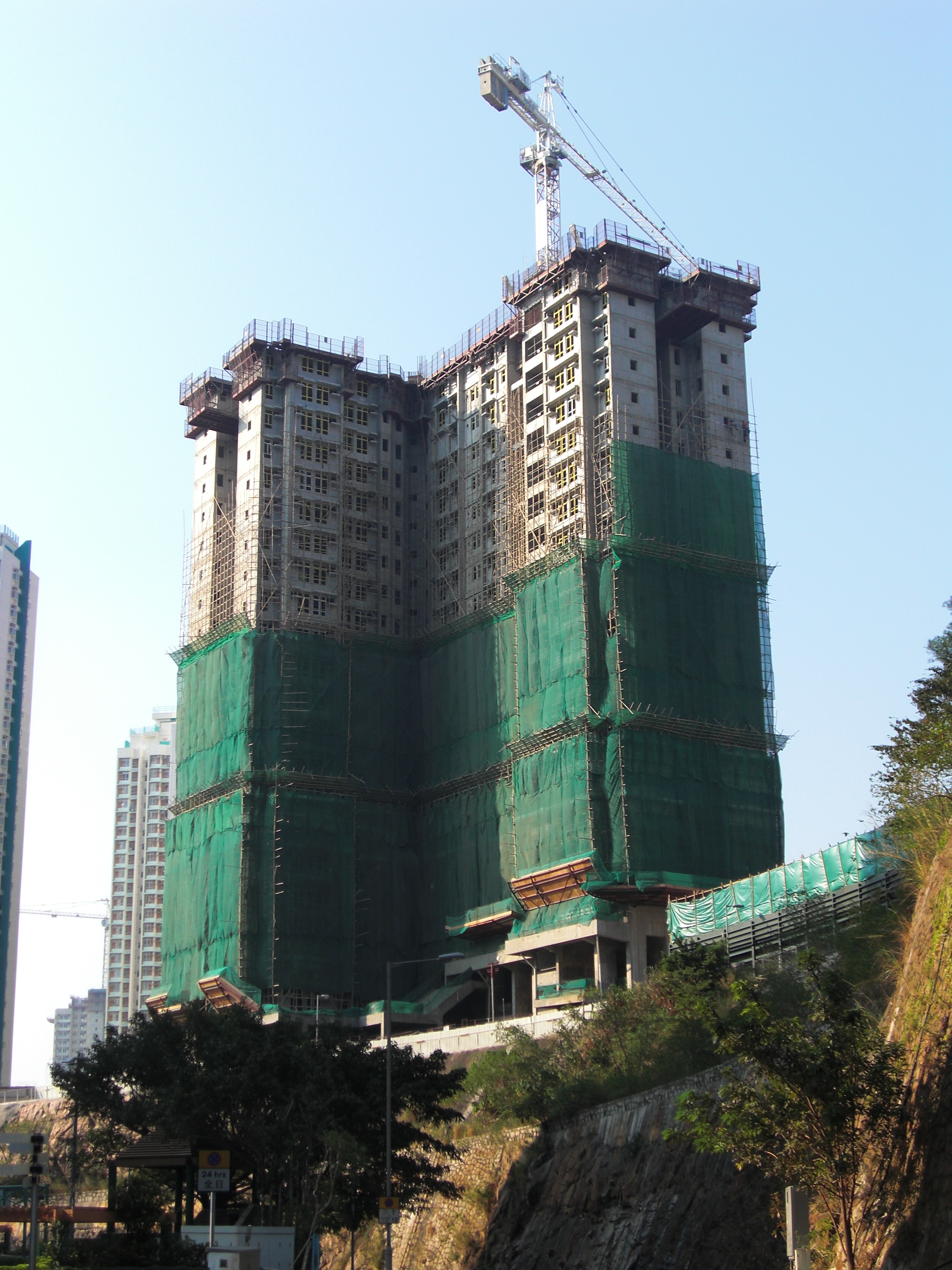
尚待竣工的彩福邨彩喜樓外觀（2008年11月）
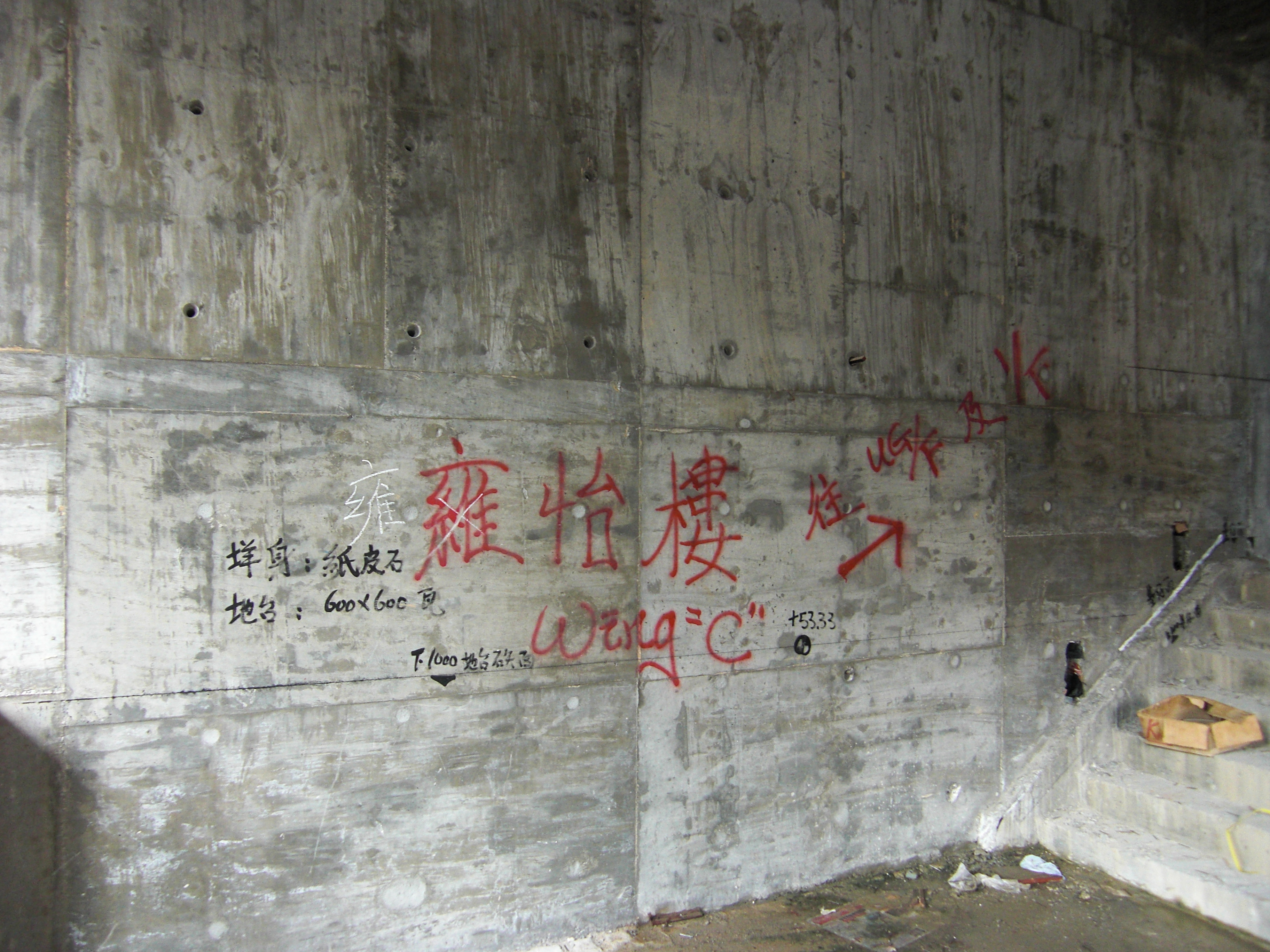
前稱「彩怡邨雍怡樓」的彩福邨彩喜樓
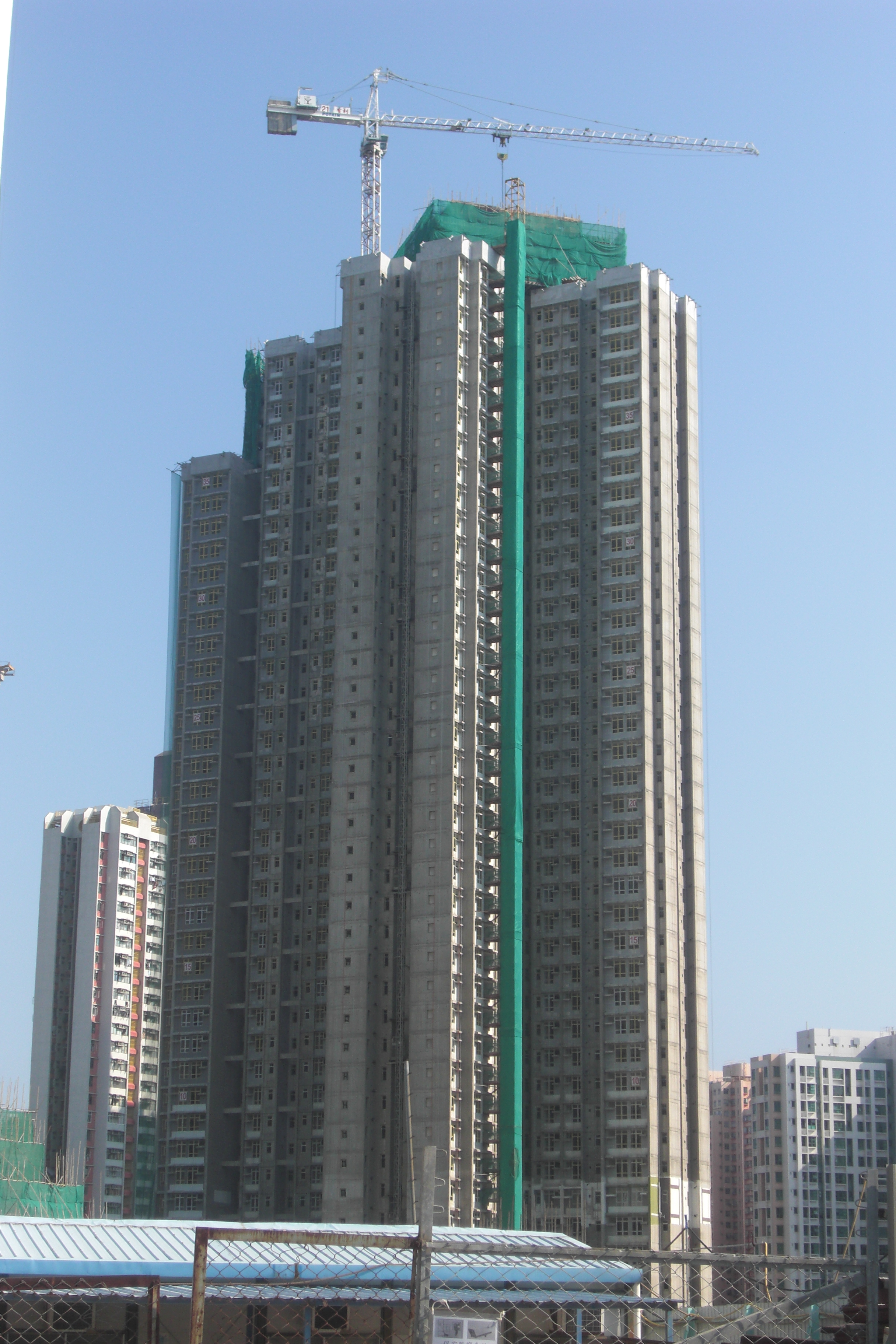
即將落成的彩福邨彩喜樓（2009年9月）
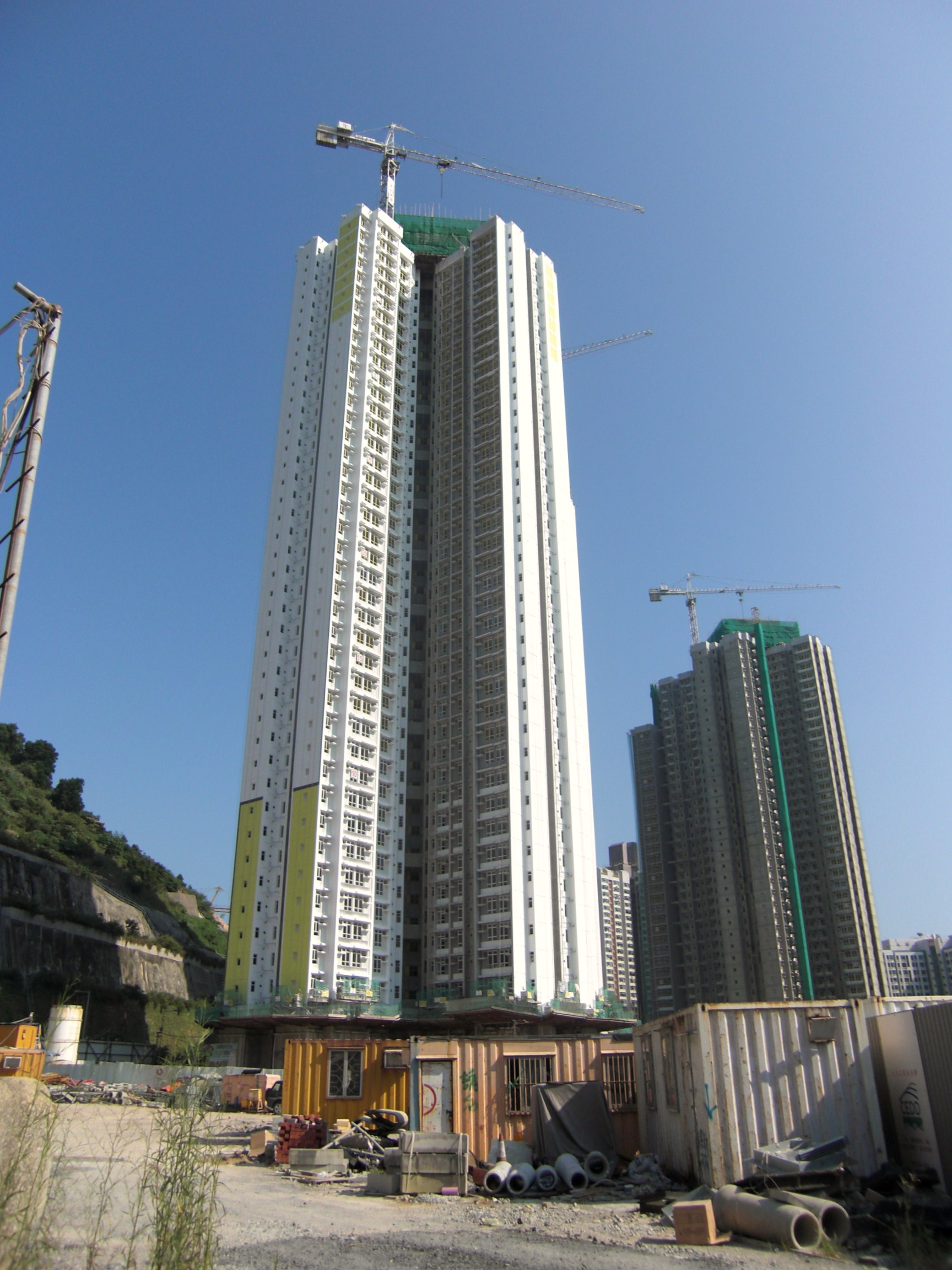
平頂工程進行中的彩福邨彩樂樓 （2009年9月）

第2期

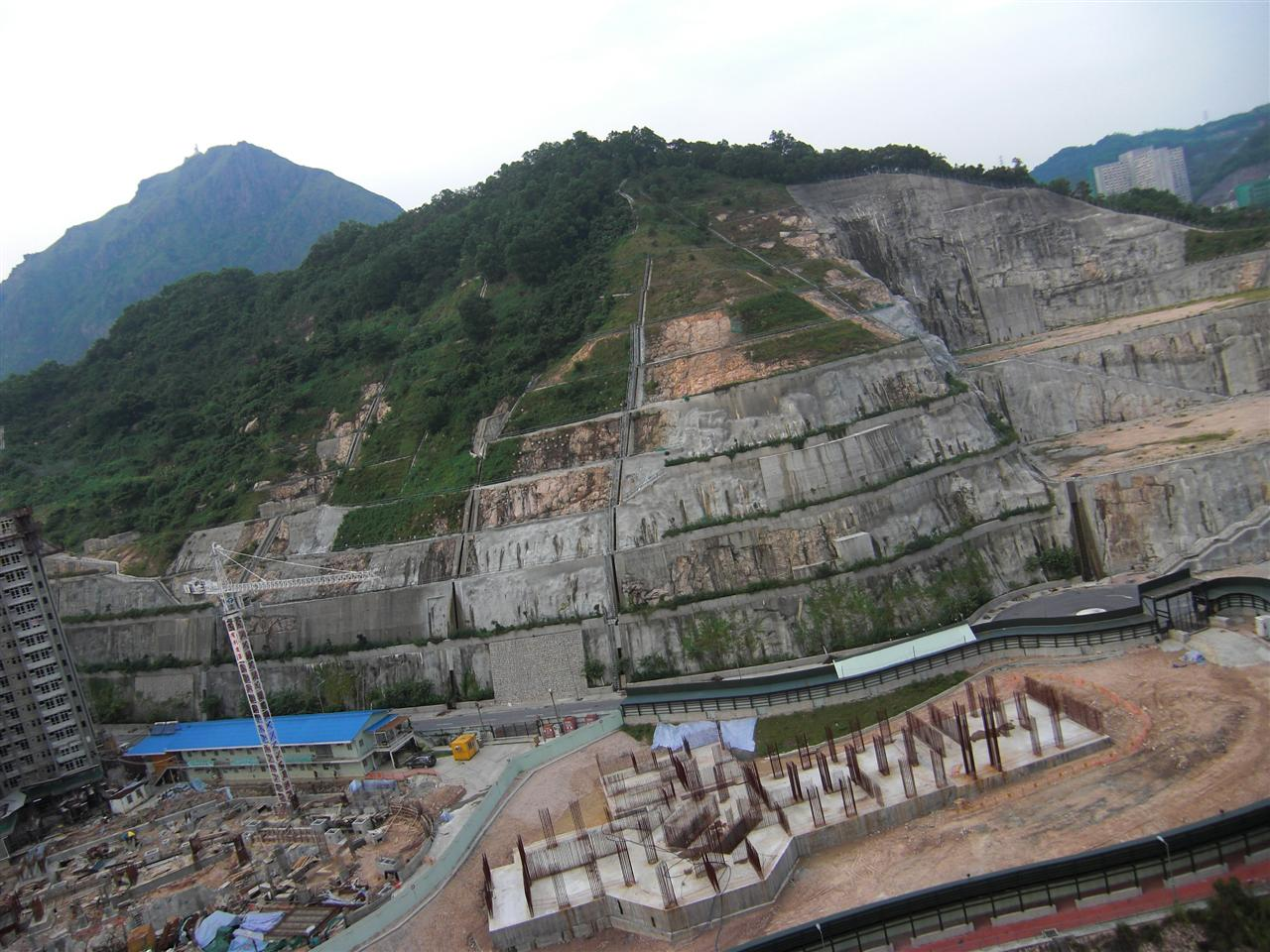
完成大厦地基工作的彩福邨彩歡樓（2008年8月）
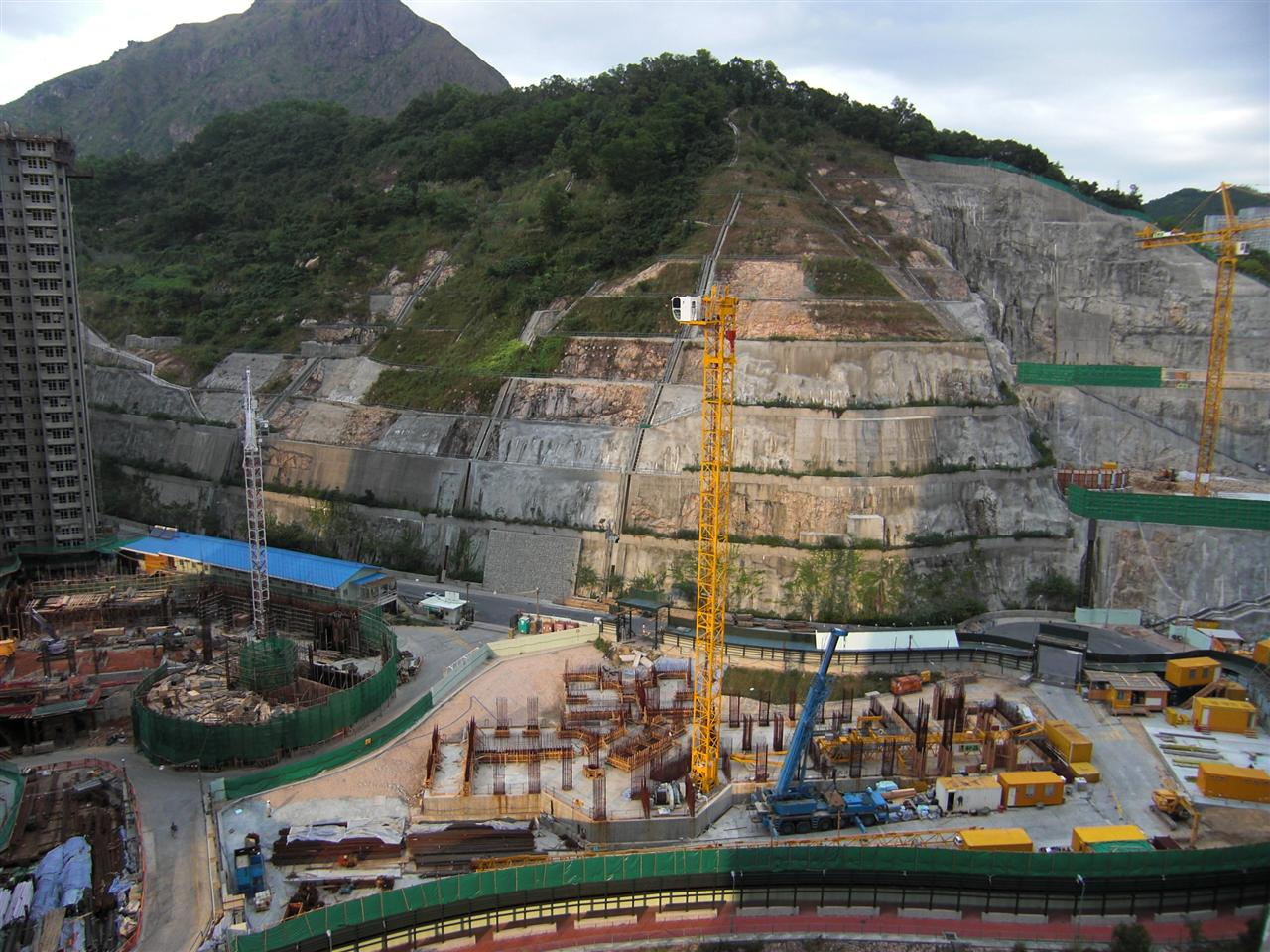
正在進行建築前準備工作的彩福邨彩歡樓（2008年11月）
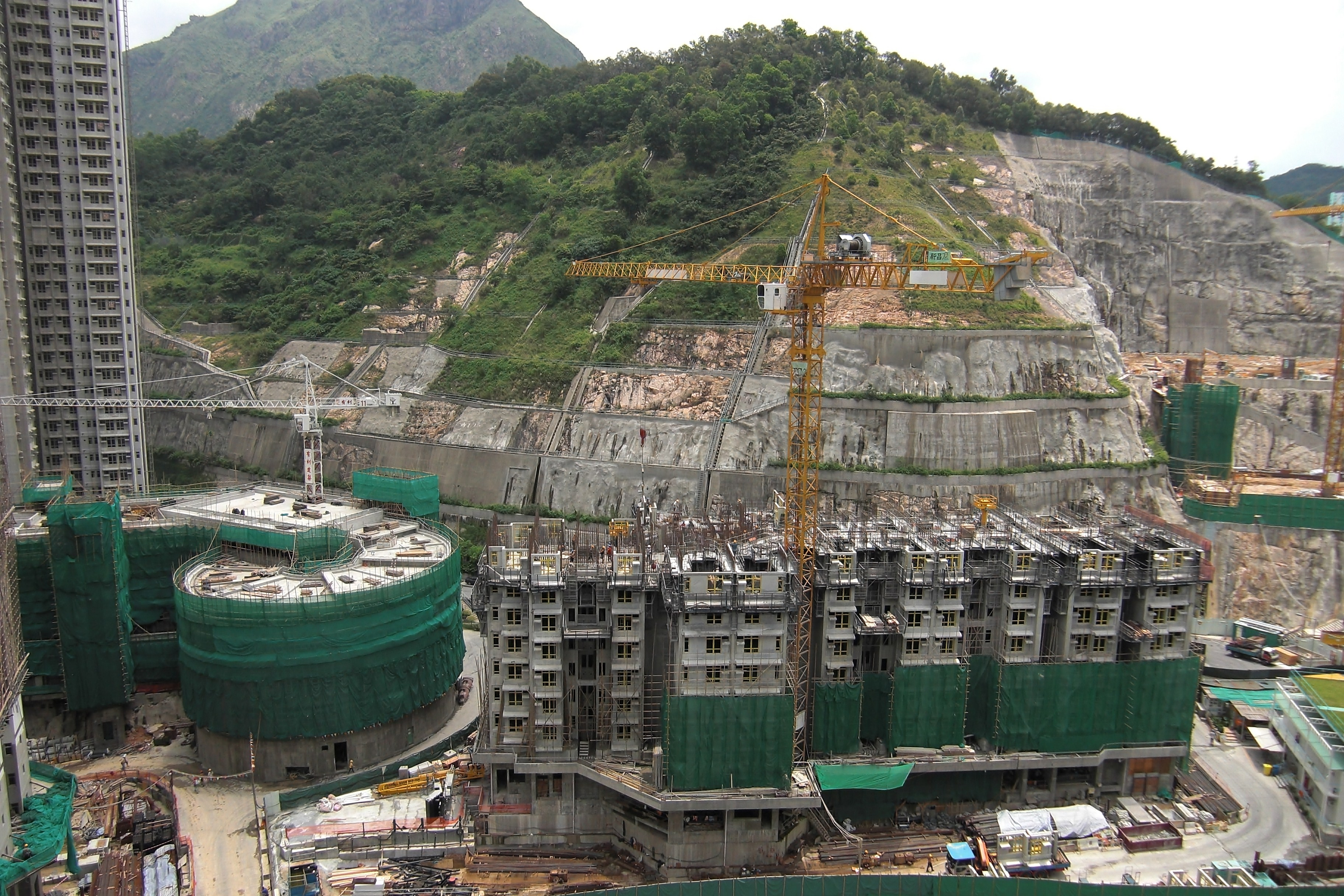
尚待竣工的彩福邨彩歡樓外觀（2009年6月）
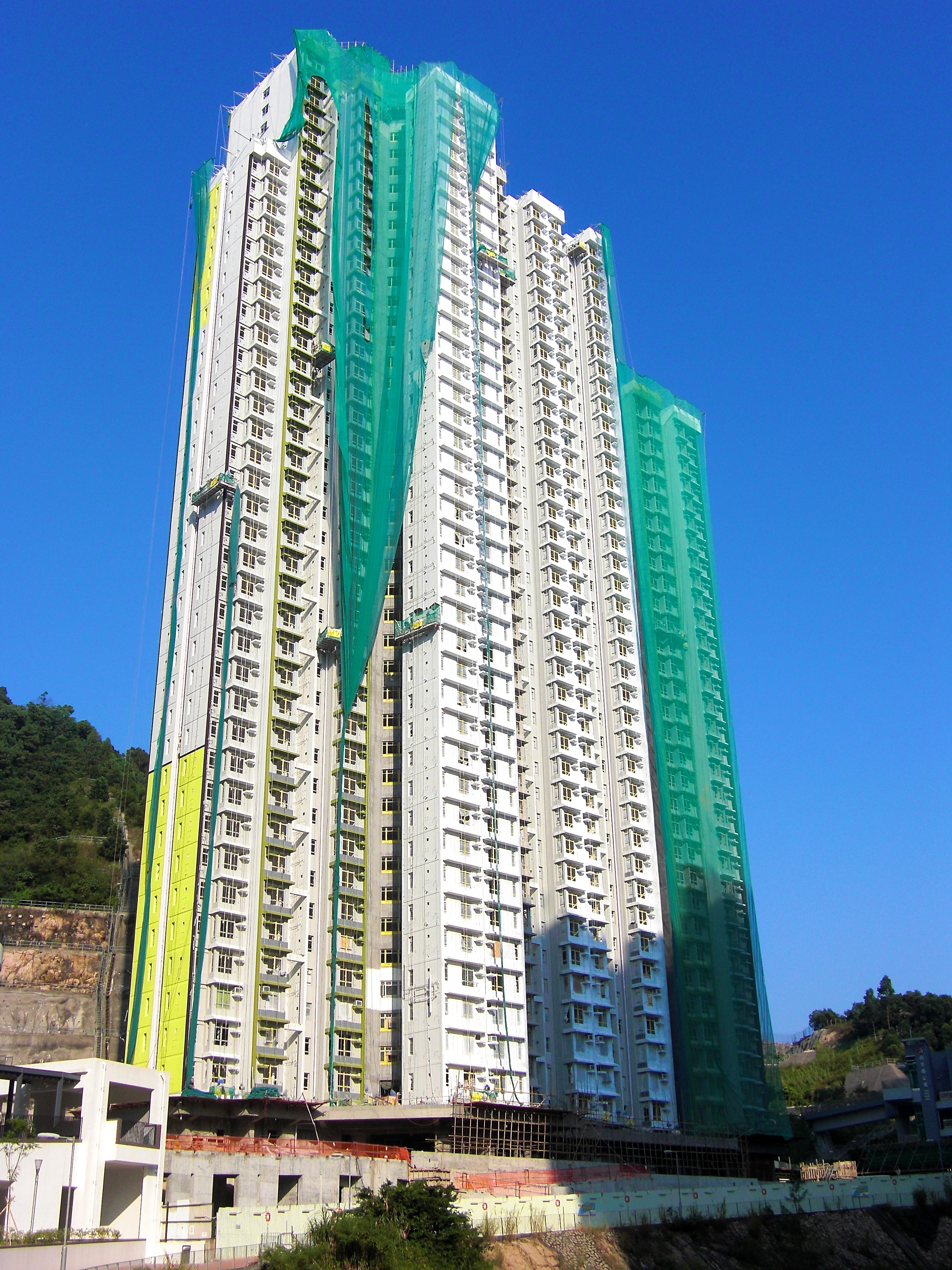
即將落成的彩歡樓（2010年8月）

第3期

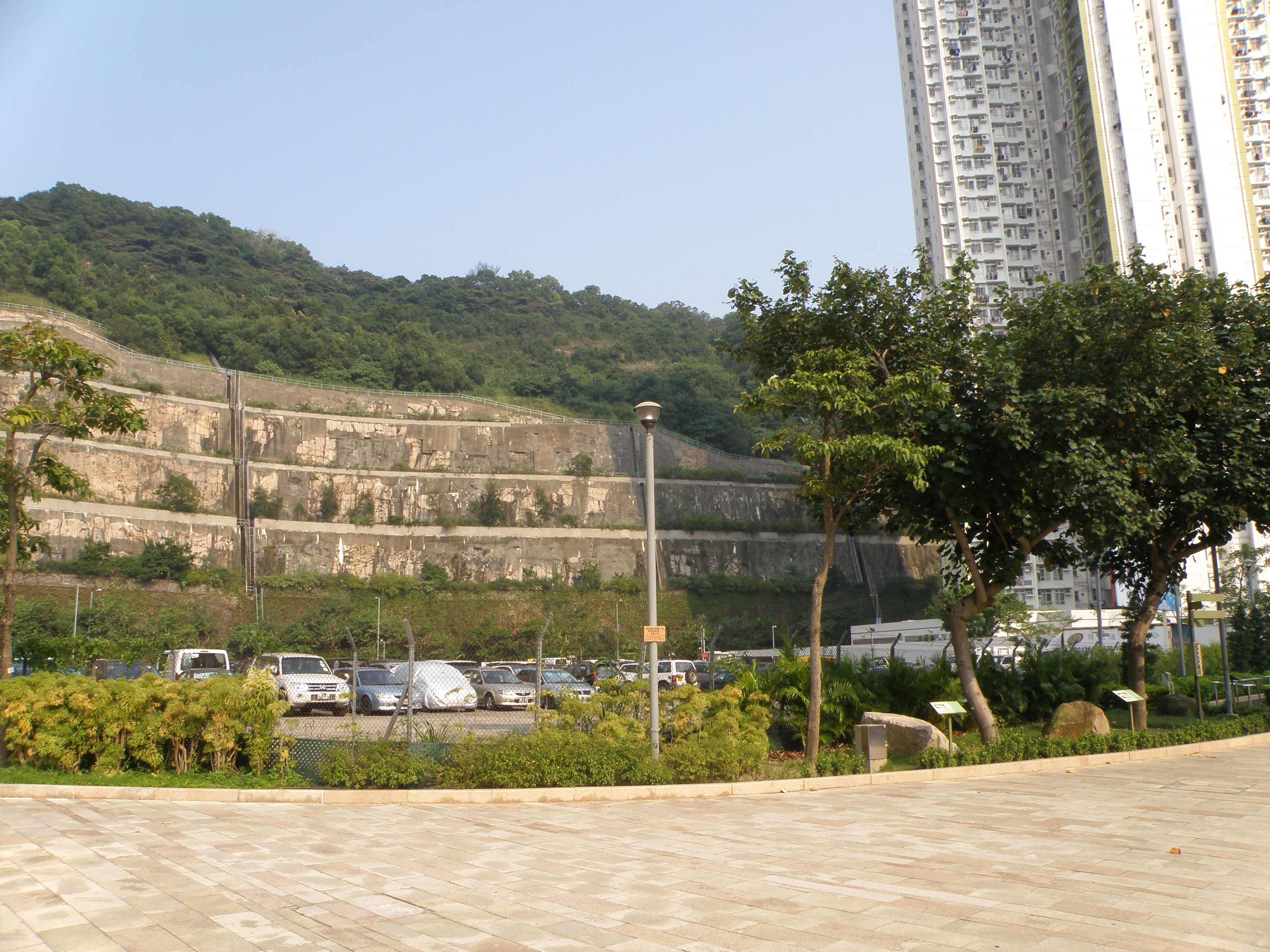
彩和樓前身為露天停車場（2015年10月）
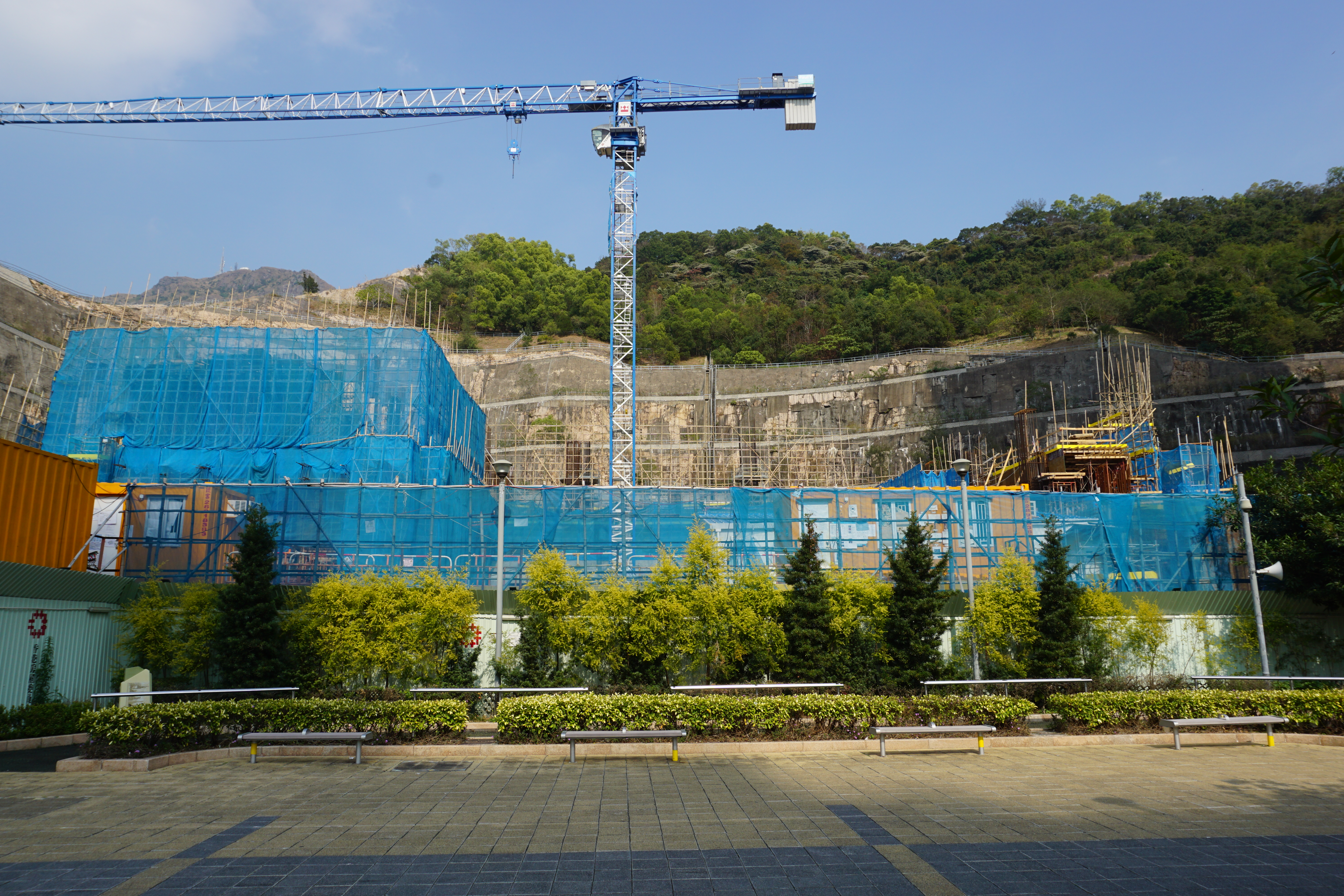
興建中之彩和樓（2018年2月）
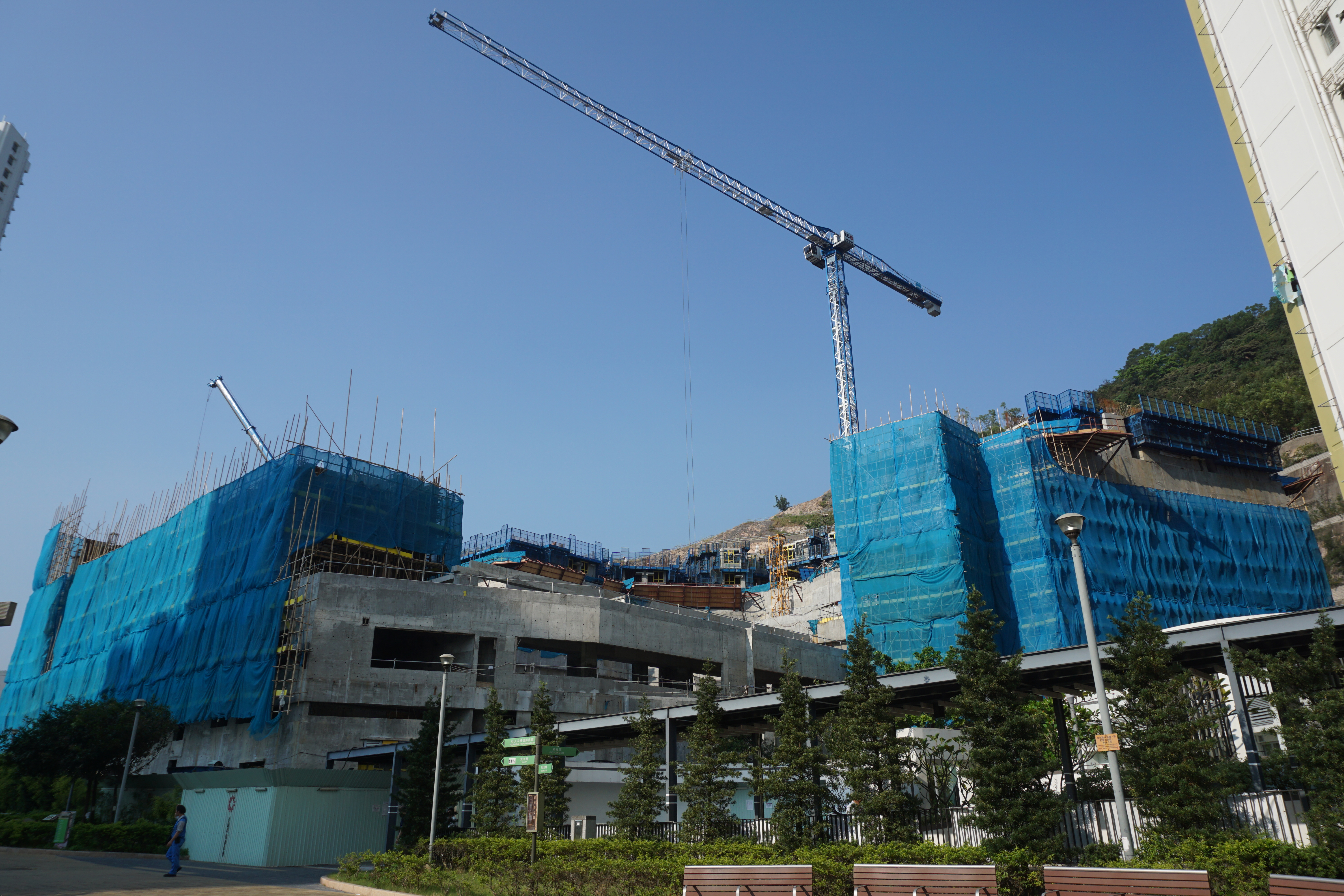
興建中之彩和樓（2018年10月）
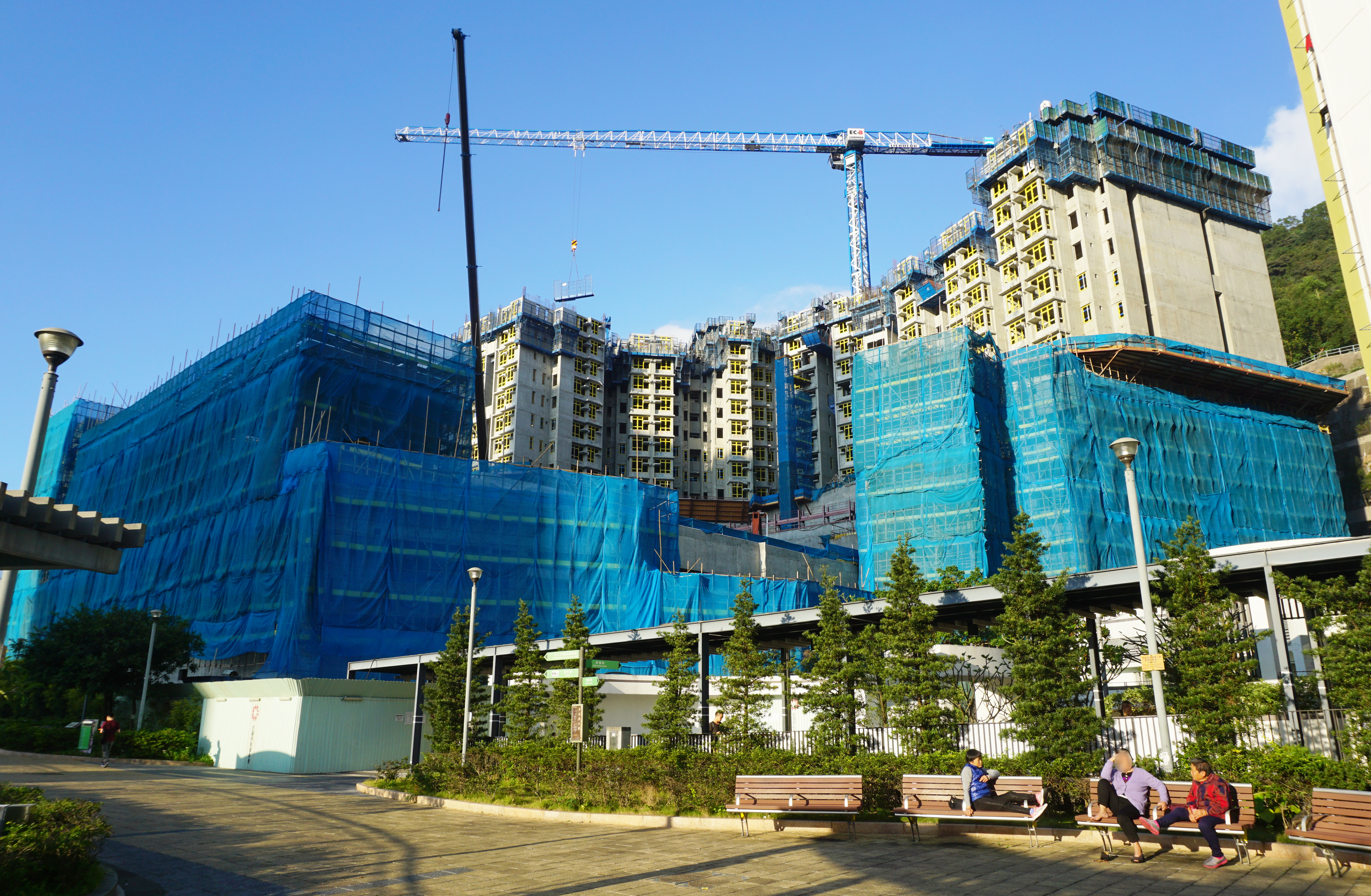
興建中之彩和樓（2018年12月）
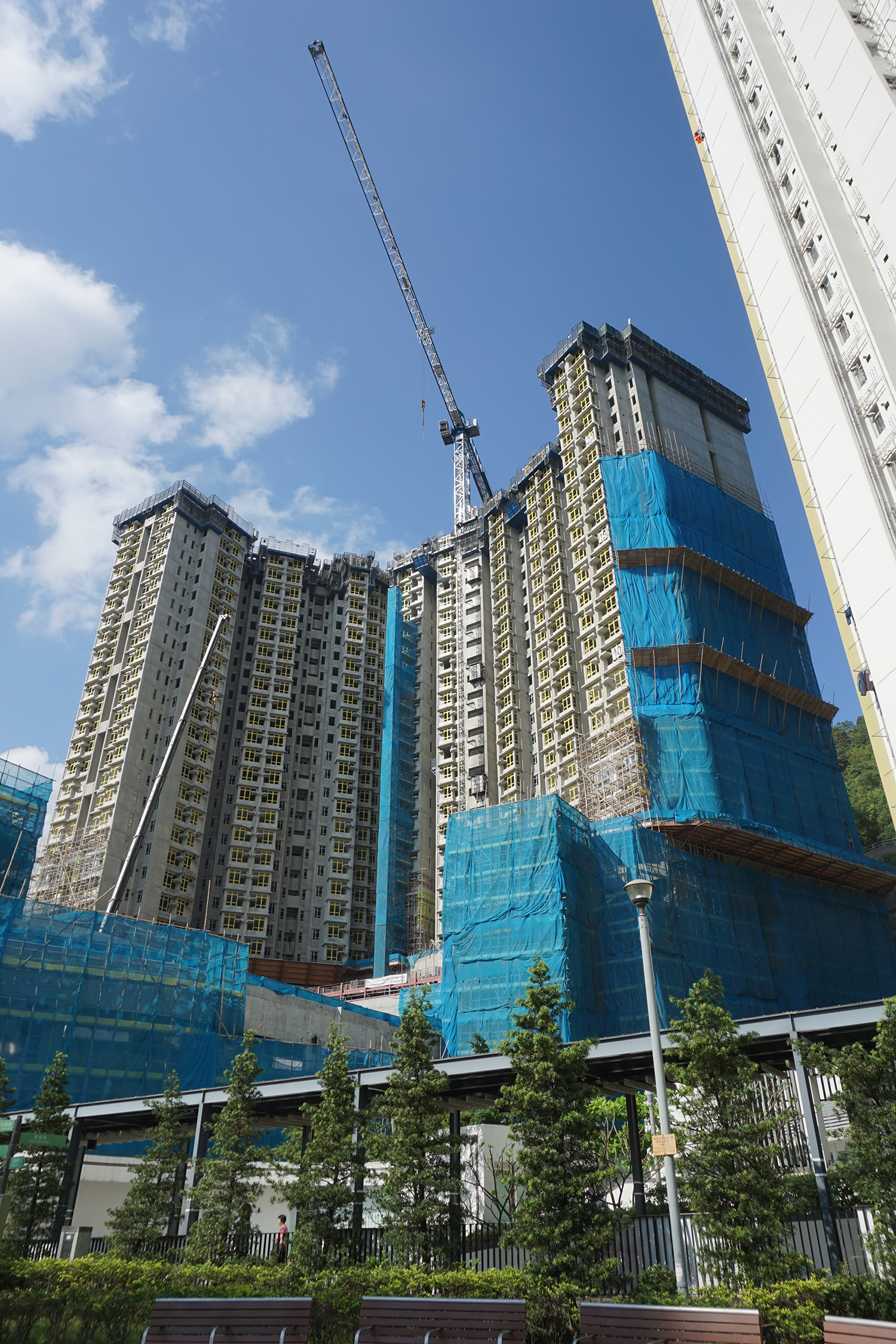
興建中之彩和樓（2019年4月）
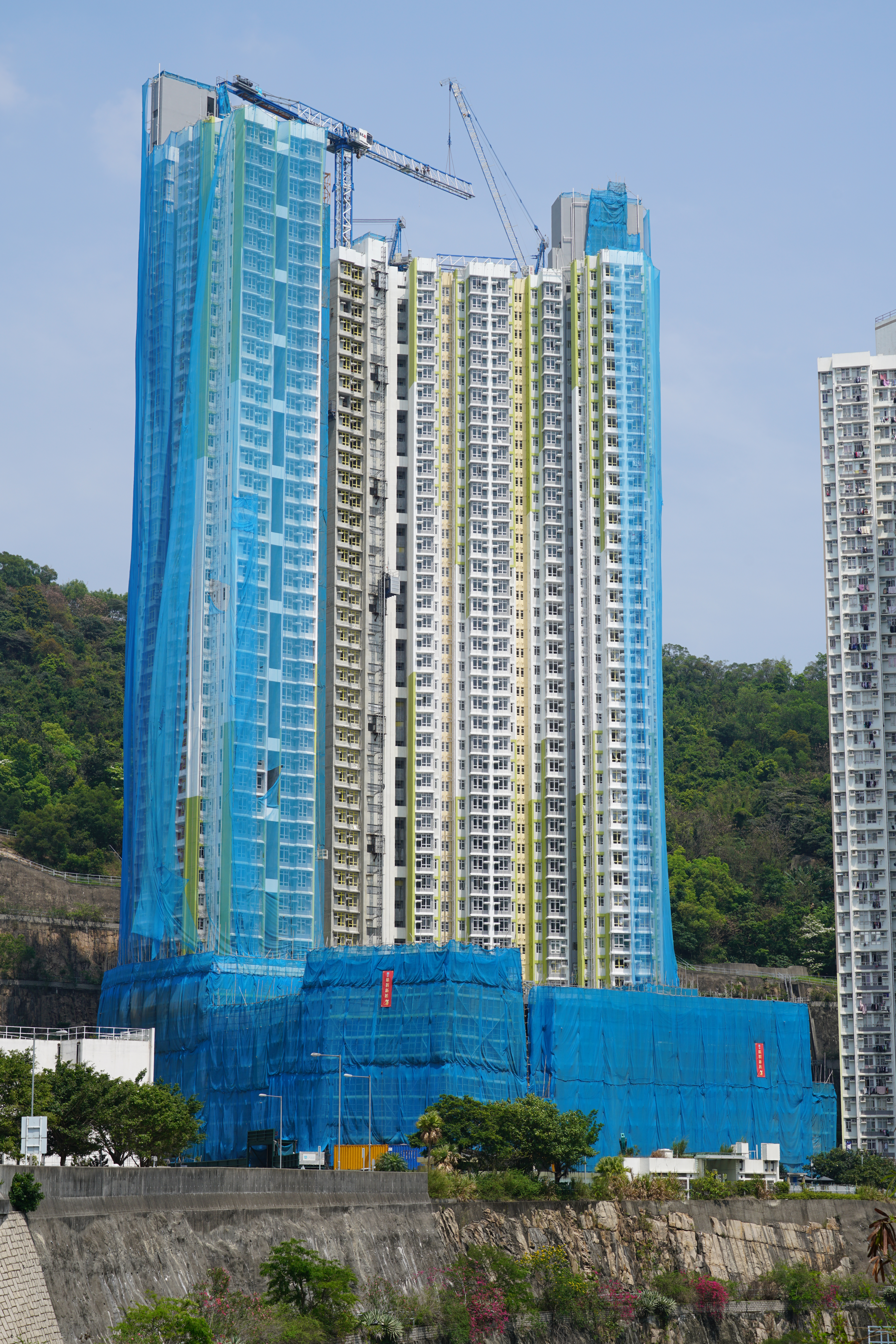
髹油中的彩和樓（2020年4月）
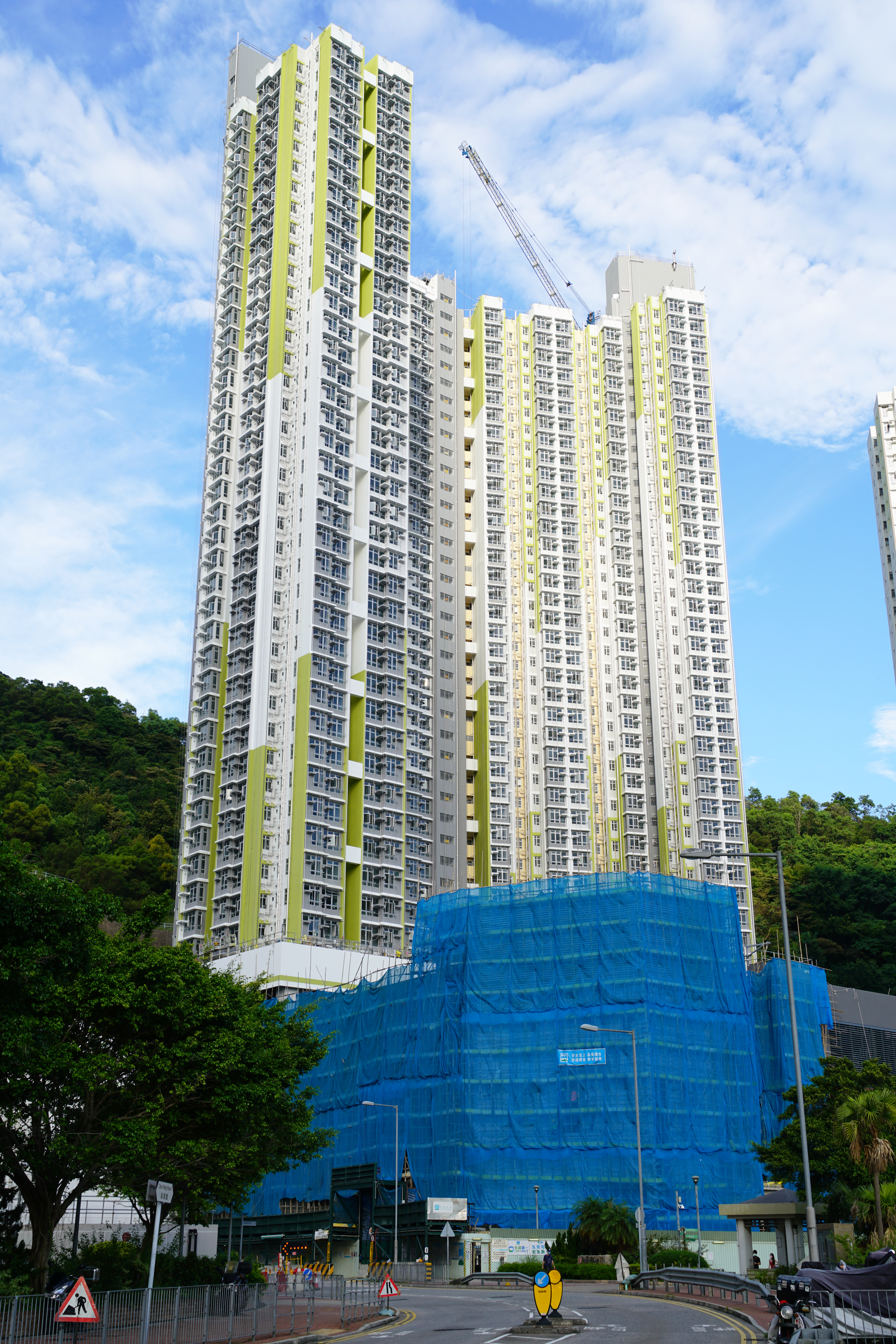
彩福邨彩和樓（2020年8月）
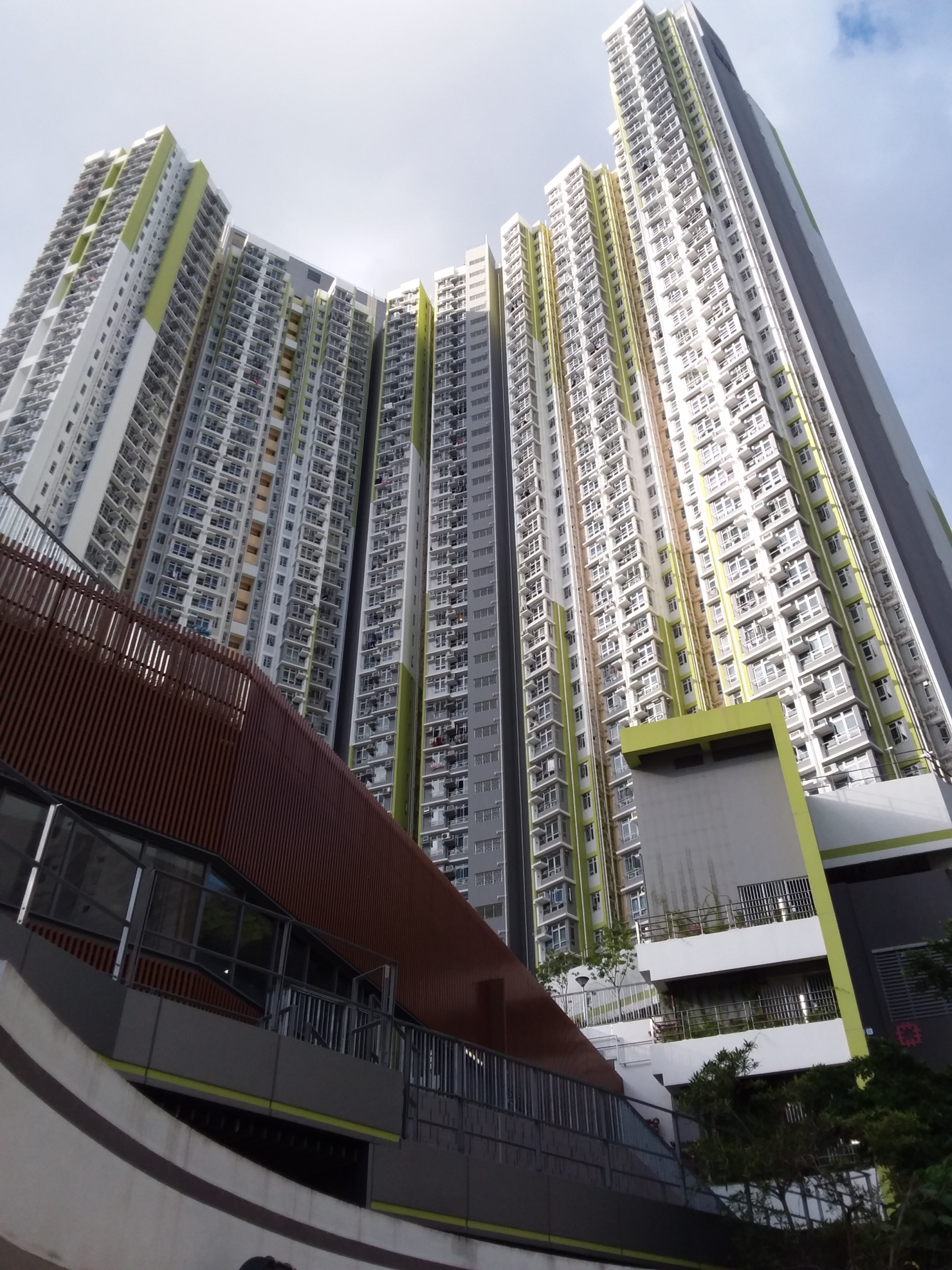
彩福邨彩和樓（2021年6月）

## 交通
2010年3月，當時有區議員引述運輸署指出，彩福邨落成後不會有巴士或專綫小巴路線途經，理由是彩福邨往觀塘道或港鐵九龍灣站只有約10-15分鐘的步程，故不會提供公共交通服務。但區議會認為彩福邨若只有升降機塔接駁山下的彩盈邨及彩霞邨，而沒有其他公共交通工具，勢令彩福邨完全被孤立，故一直爭取開辦正式的公共交通工具。
故此，運輸署於2010年批准開辦九龍專綫小巴83A線，成為第一條服務彩福邨的公共交通路線，並途經此站。亦因為運輸署此項政策，隨後以此站為總站的路線大多只於上午繁忙時間提供服務，直至2013年才有第一條全日路線九巴28B線服務。
- 2010年8月16日：過海隧巴111P線為首條使用此站的巴士路線，只提供於星期一至六早上繁忙時間從四彩前往港島之服務。
- 2011年9月19日：九巴9號線增設了一班特別班次，由此站開往尖沙咀碼頭，只於星期一至五提供服務，特別班次服務至2018年2月9日。
- 2012年2月1日：九巴14B線於起在星期一至五增設一班特別班次，由此站開往藍田（廣田邨），原擬試辦三個月，試辦期結束後繼續提供服務，直至2013年3月28日配合九巴28B線投入服務而取消。
- 2013年3月28日：九巴28B線投入服務並以此站為總站，成為首條服務四彩區的全日專營巴士路線。
- 2013年12月30日：13X於星期一至五增設特別班次單向前往尖沙咀東。
- 2015年12月19日：九巴2X線投入服務並以此站為總站，成為第二條服務四彩區的全日專營巴士路線。
- 2018年2月12日：九巴9線由坪石延長至此站為總站，成為第三條服務四彩區的全日專營巴士路線。
- 2020年12月28日：過海隧巴111P線提供於星期一至六繁忙時間從港島前往四彩之服務。

彩福邨和鄰近的彩德邨合共有13座樓宇，有3條全日行駛巴士路線、2條在晨早特別巴士路線和1條小巴線。不過步行前往港鐵九龍灣站只需10-15分鐘路程，所以交通尚算方便。

## 事件

### 工業意外
第3期地盤在2018年9月6日發生奪命工業意外，一名40歲釘板工人從1樓的缺口墮下，送院搶救後不治。勞工處已向承建商保華建業發出「暫時停工通知書」。

### 引用
1. 1 2   (PDF). 差餉物業估價署. 2020-10  [2020-12-08]. （原始内容存档 (PDF)于2021-01-14）.
2. 1 2  東方日報. . 2015-11-27  [2021-04-10]. （原始内容存档于2021-04-10）.
3. ↑  觀塘區議會文件第18/2014號(第十六次會議：13.05.2014)諮詢文件彩福邨第三期公共房屋及彩榮路體育館發展計劃[永久]
4. ↑  第四屆觀塘區議會房屋事務委員會文件第2/2015號(第20次會議: 22.1.2015)諮詢文件  彩福邨第三期公共房屋及彩榮路體育館發展計劃 的存檔，存档日期2015-04-27.
5. ↑  彩福三期合併地盤 單位將增至950個 （页面存档备份，存于） 星島日報 – 2015年1月27日
6. ↑  . 頭條日報 Headline Daily. 2020-09-30  [2020-12-08]. （原始内容存档于2020-11-24）.
7. ↑  . 商業電台. 2015-12-18  [2020-12-08]. （原始内容存档于2019-05-19）.
8. ↑  因彩德邨與彩福邨同屬一個發展項目，故此彩福邨的項目座數由第9座開始排序，詳見本頁的彩福邨地盤圍街板照片。
9. ↑  . 星島日報. 2015年1月27日  [2015年5月28日]. （原始内容存档于2021年7月20日）.（繁體中文）
10. ↑  彩雲道公屋發展項目[永久]
11. ↑  Estate Property. Housing Authority.
12. ↑  香港郵政. .   [2021-03-20]. （原始内容存档于2021-11-12）.
13. ↑   (PDF).   [2016年5月2日]. （原始内容 (PDF)存档于2019年11月2日）.
14. ↑   (报告). 土木工程署: 2-7,2-8. 1999-01.
15. ↑  .   [2009-09-27]. （原始内容存档于2020-11-16）.
16. ↑  彩雲邨石雨毀車傷九人 （页面存档备份，存于）文匯報
17. ↑  . www.info.gov.hk.   [2016-09-03]. （原始内容存档于2020-11-16）.
18. ↑  . 東方日報. 2018-09-06  [2018-09-14]. （原始内容存档于2019-05-29）.

## 外部連結
- 房委會物業位置及資料 彩福邨